# موریس پرندرگاست
موریس پرِندرگاست (انگلیسی: Maurice Prendergast; ۱۰ اکتبر ۱۸۵۸ – ۱ فوریهٔ ۱۹۲۴) نقاش پساامپرسیونیست اهل ایالات متحده آمریکا بود. او با تکنیک‌های رنگ روغن، آبرنگ و مونوتایپ نقاشی می‌کرد و از اعضای گروه هشت بود گرچه ترکیب‌بندی و سبک زیبای موزاییکی آثارش با آرمان هنری گروه مغایرت داشت.

## نگارخانه

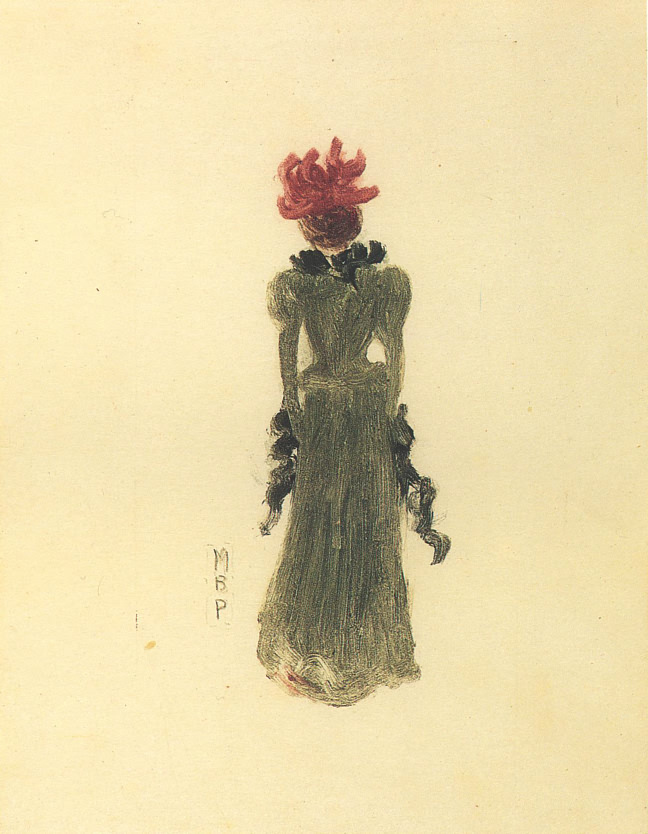
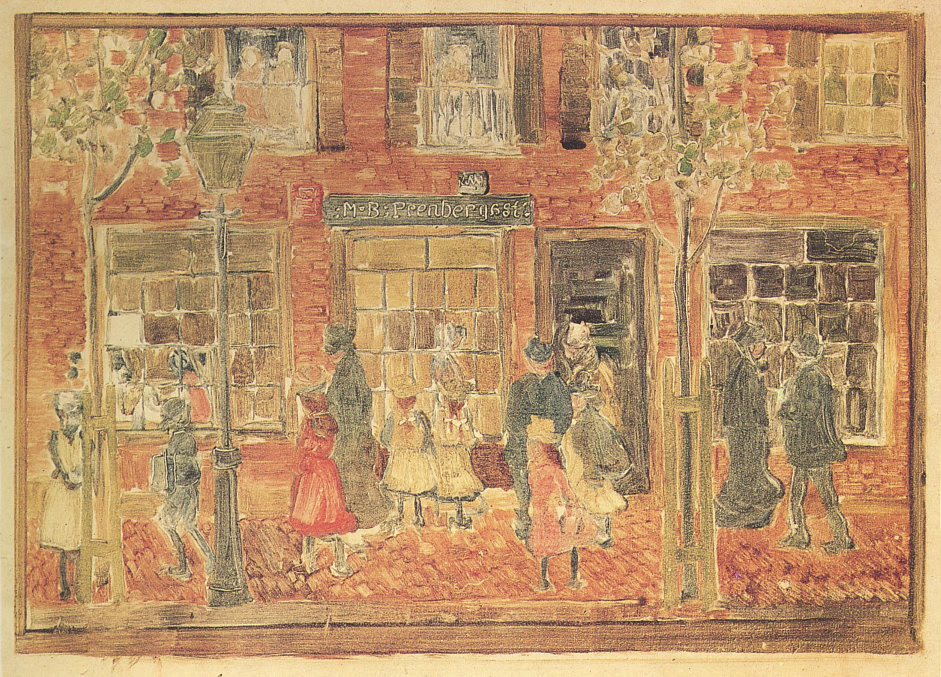
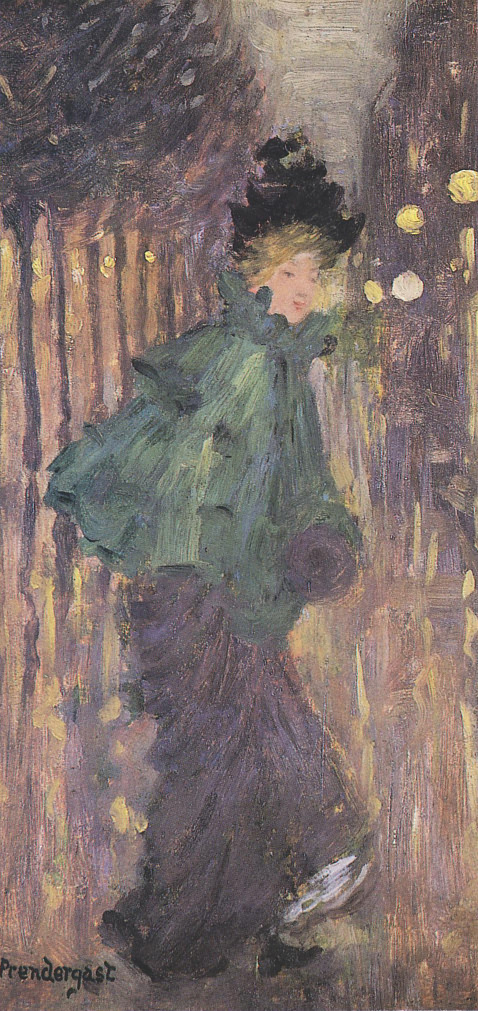
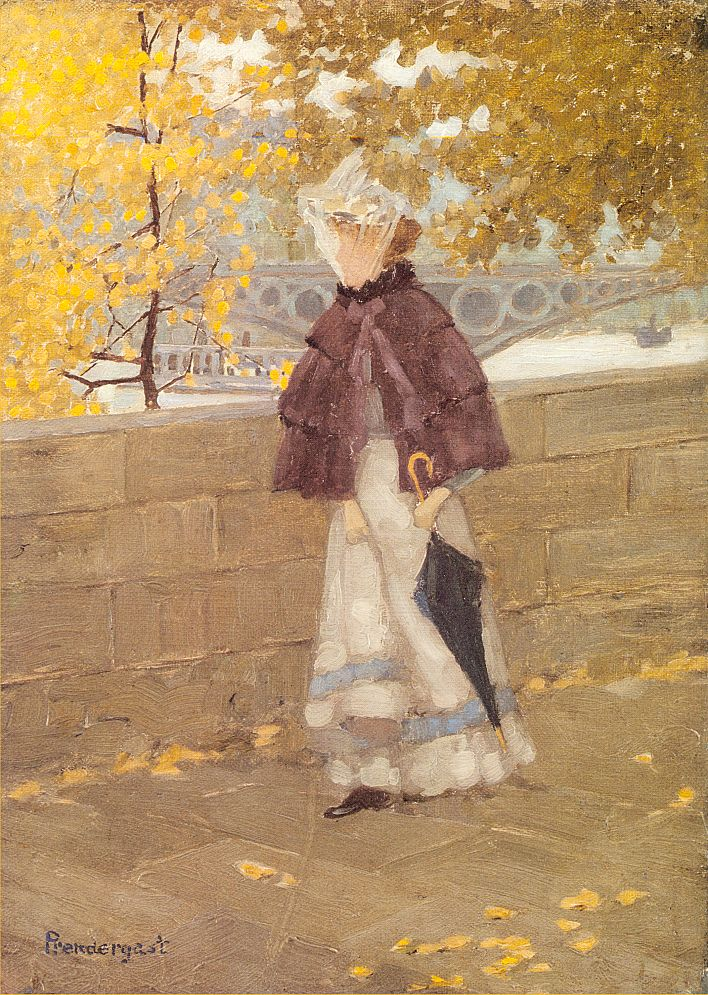
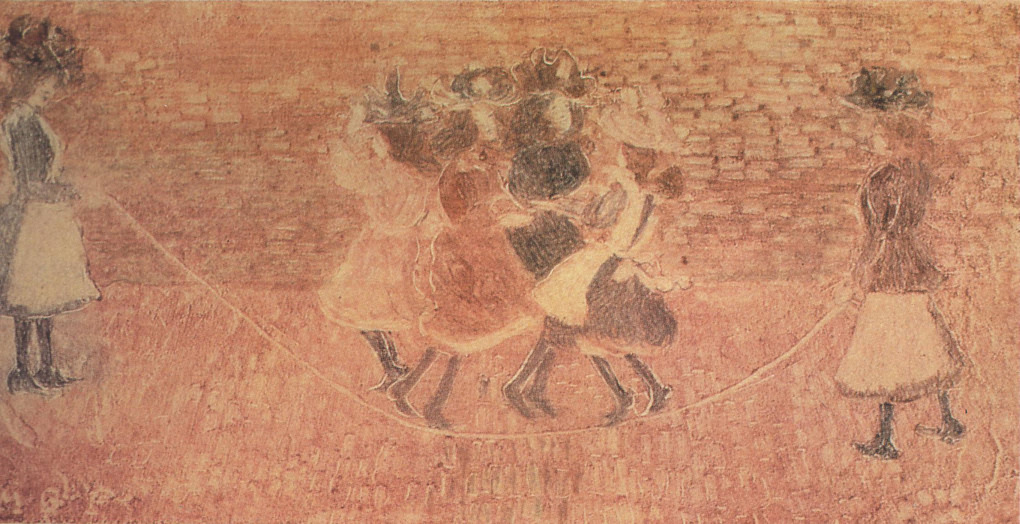
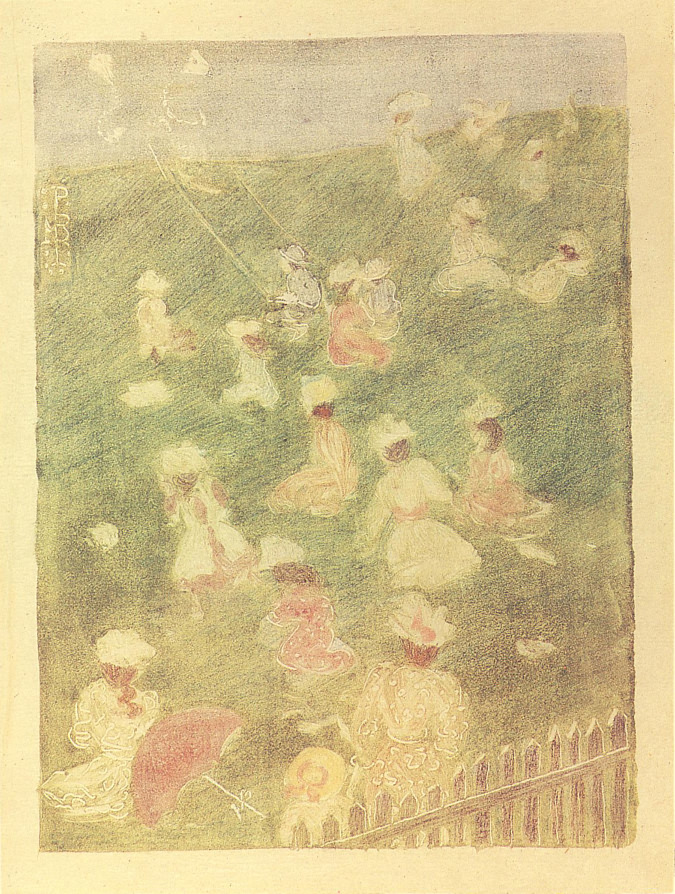
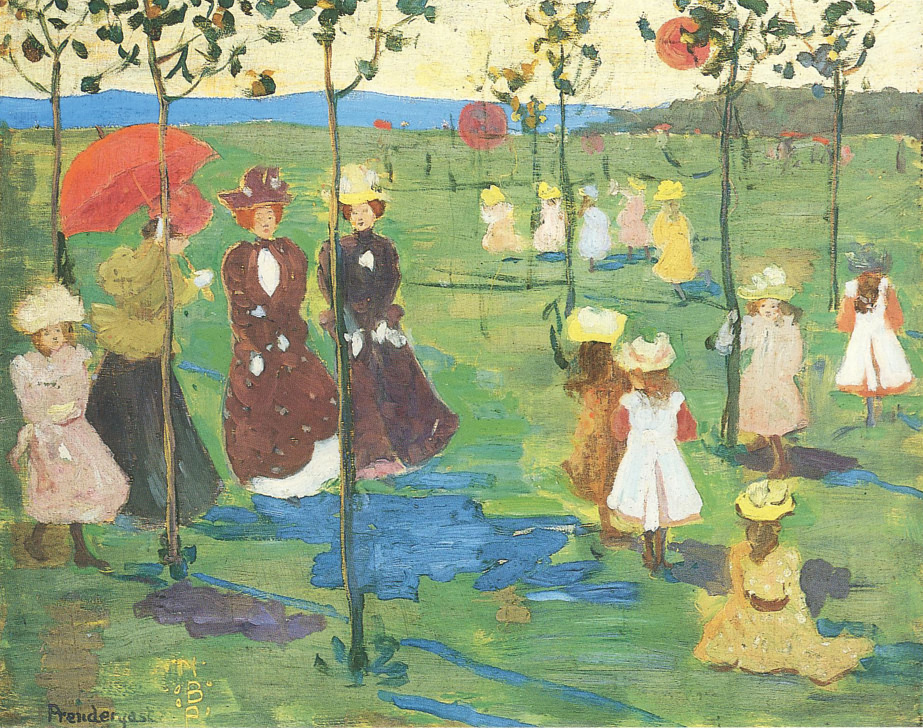
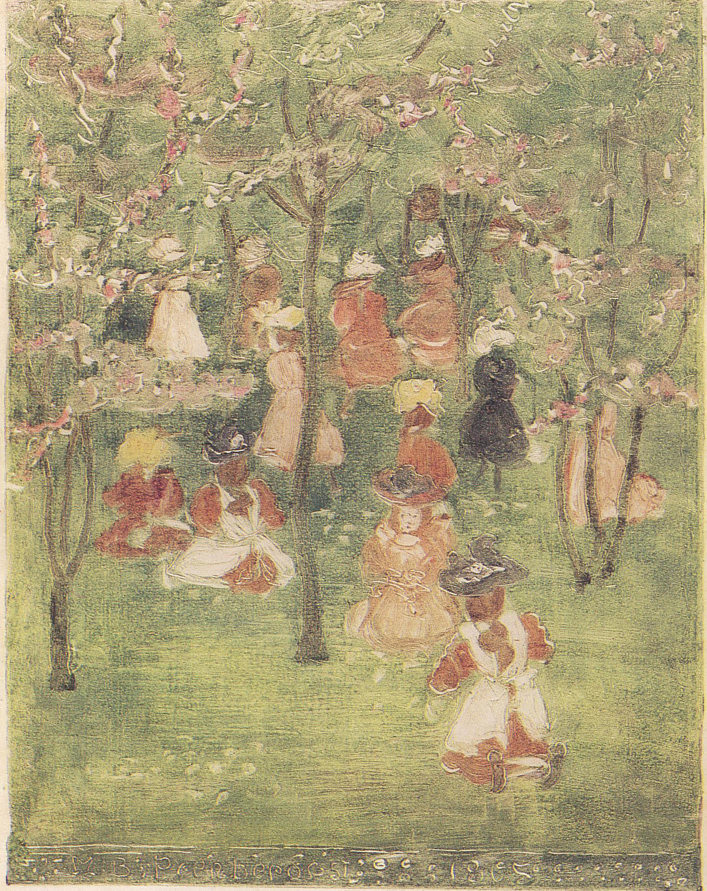
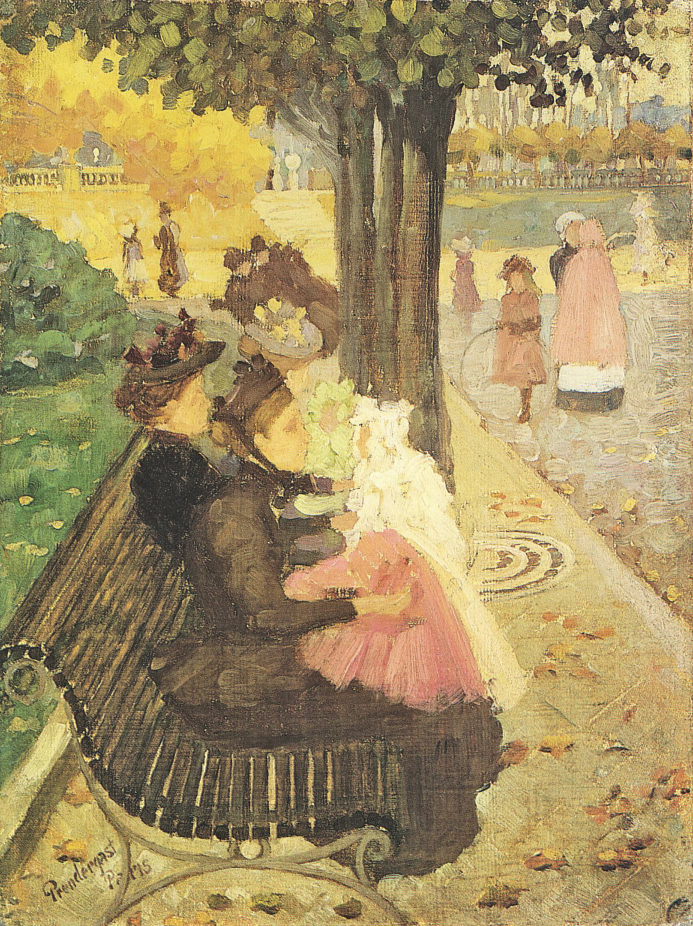
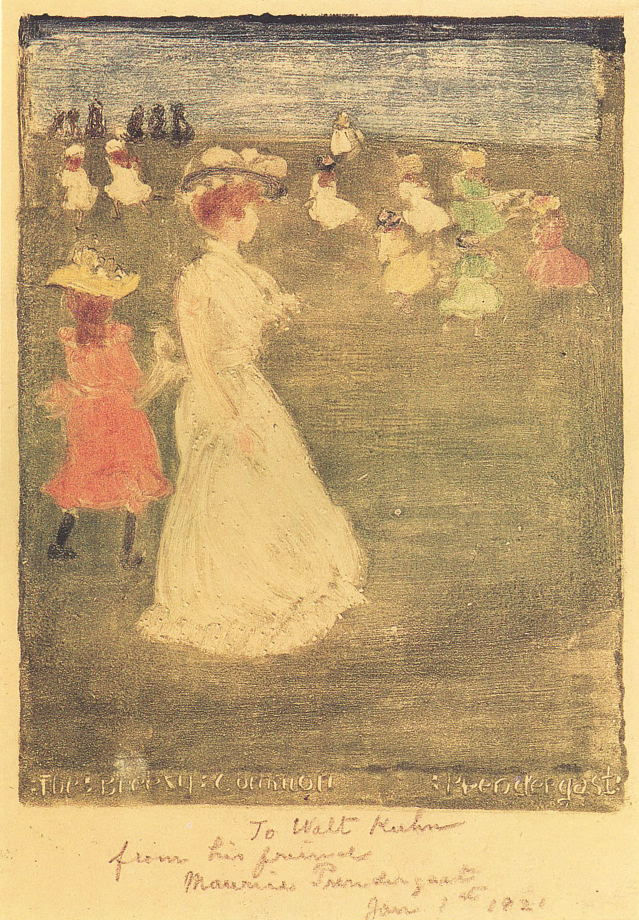
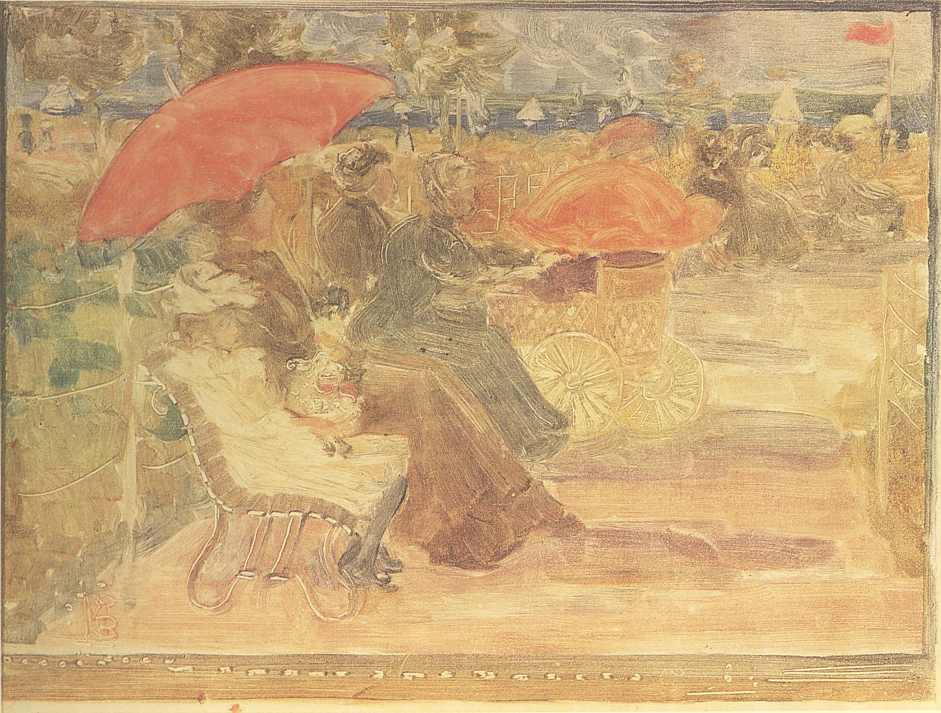
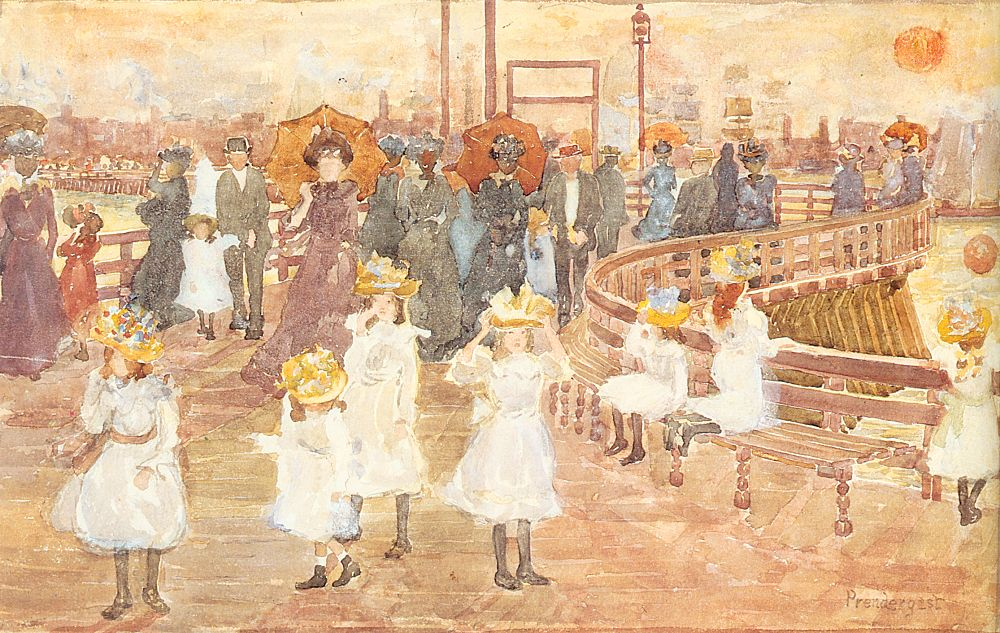
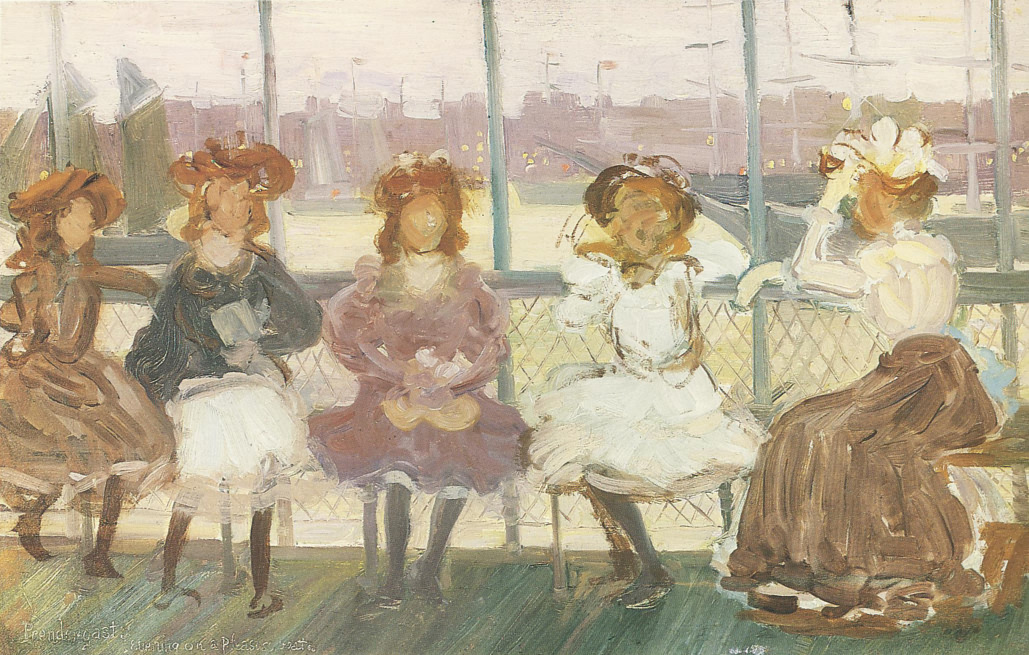
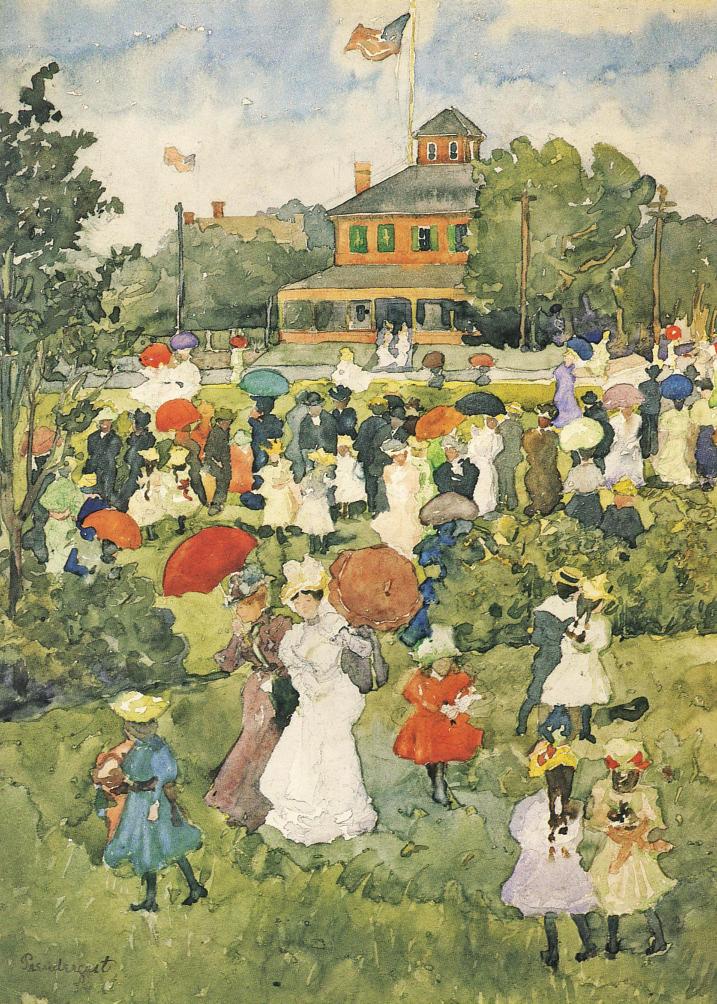
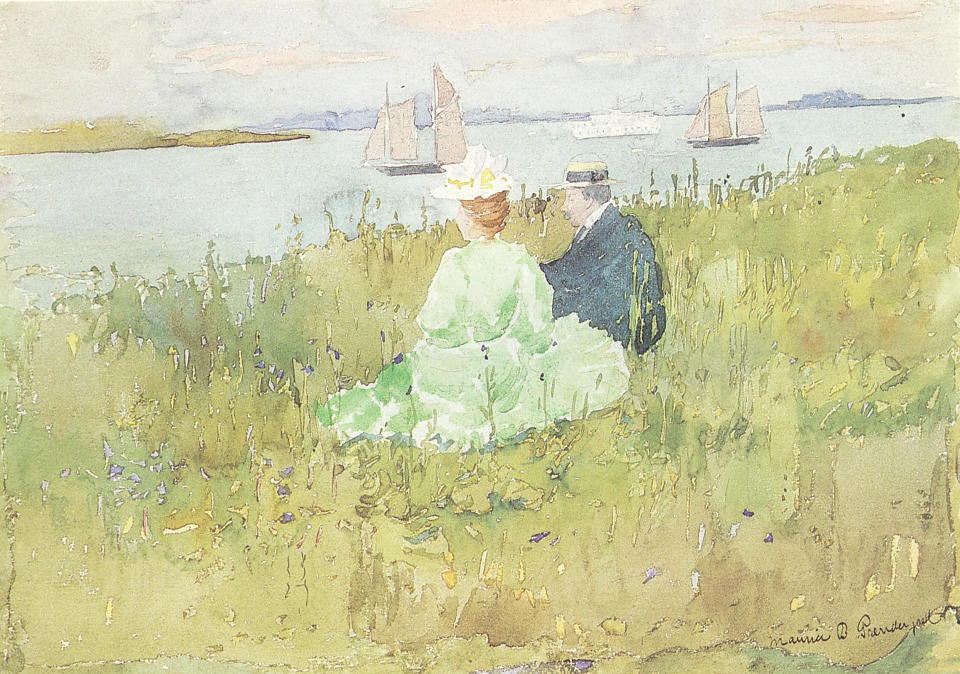
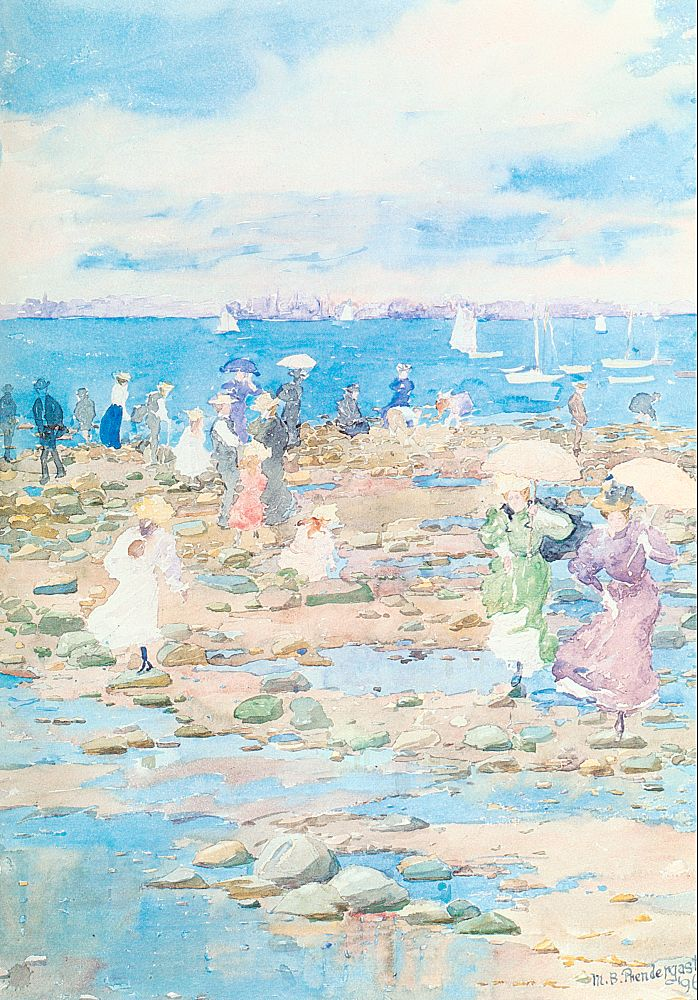
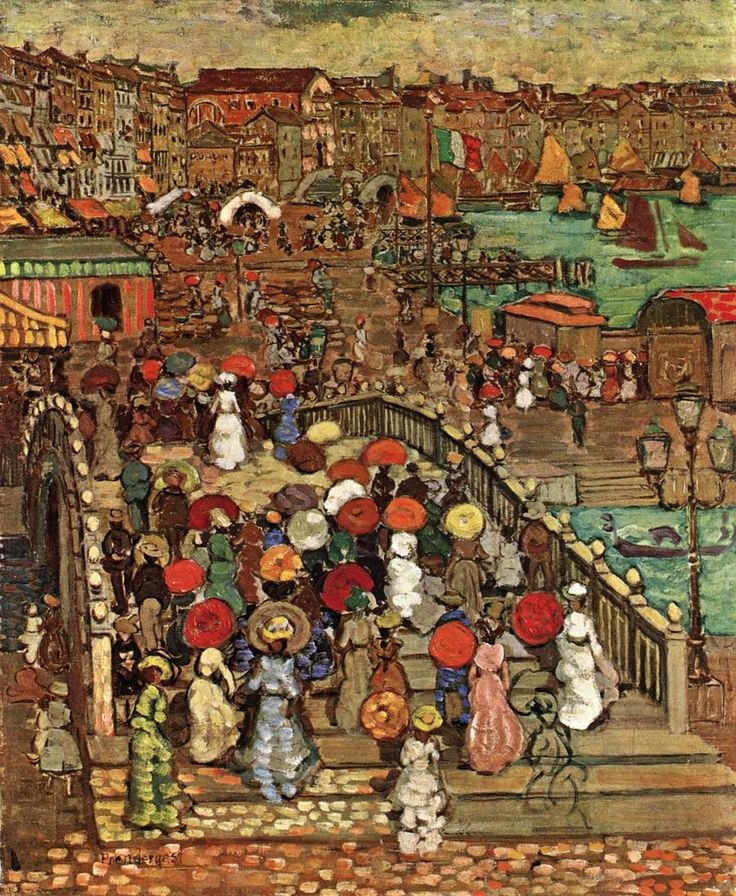
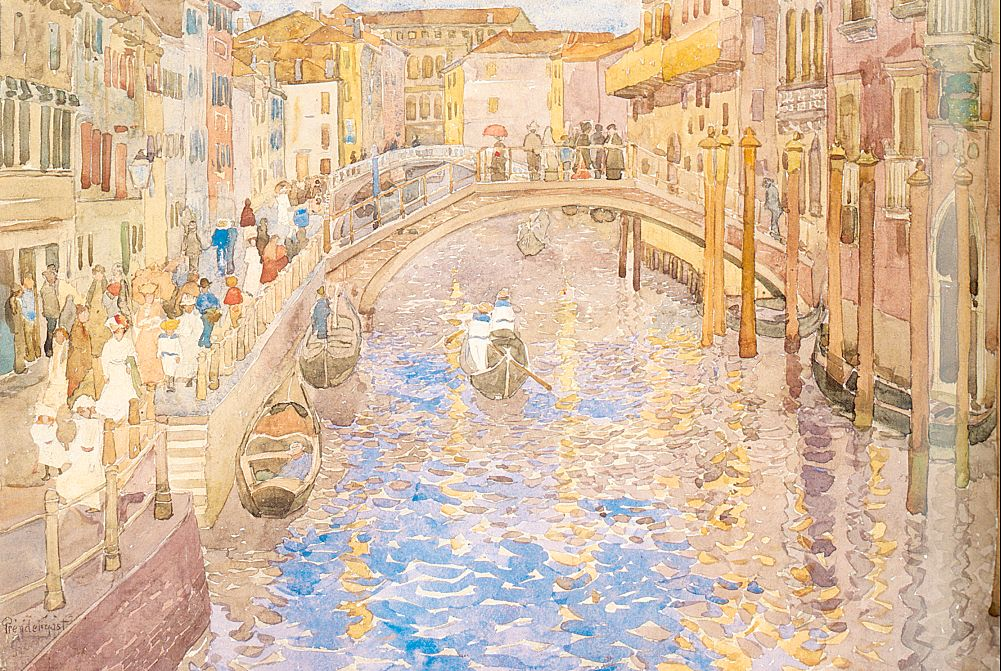
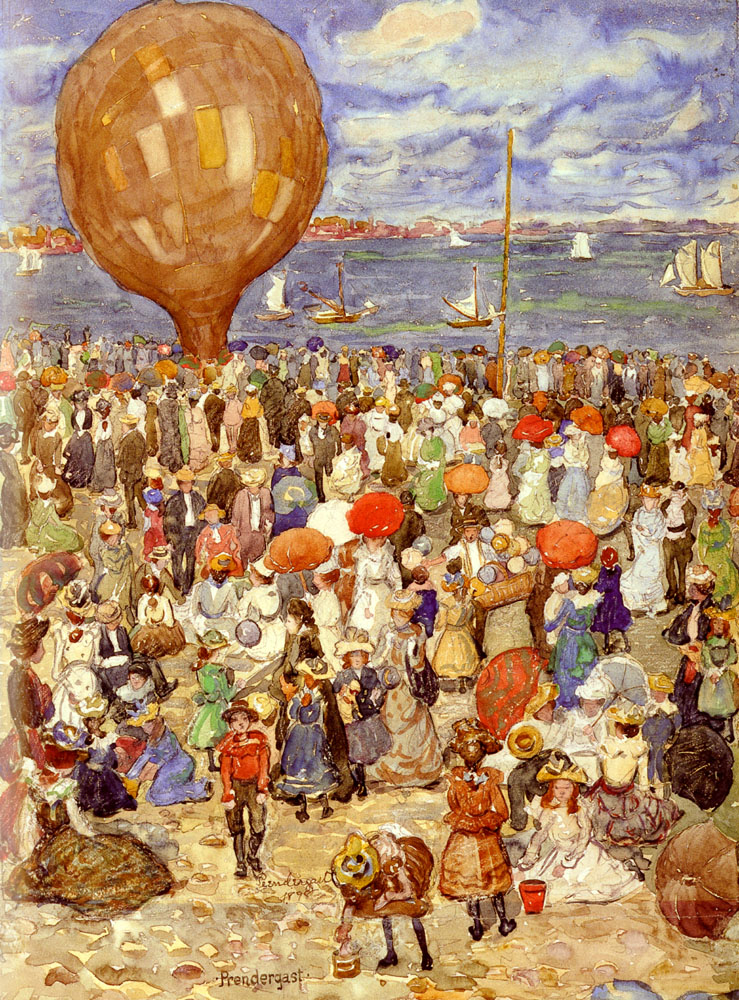
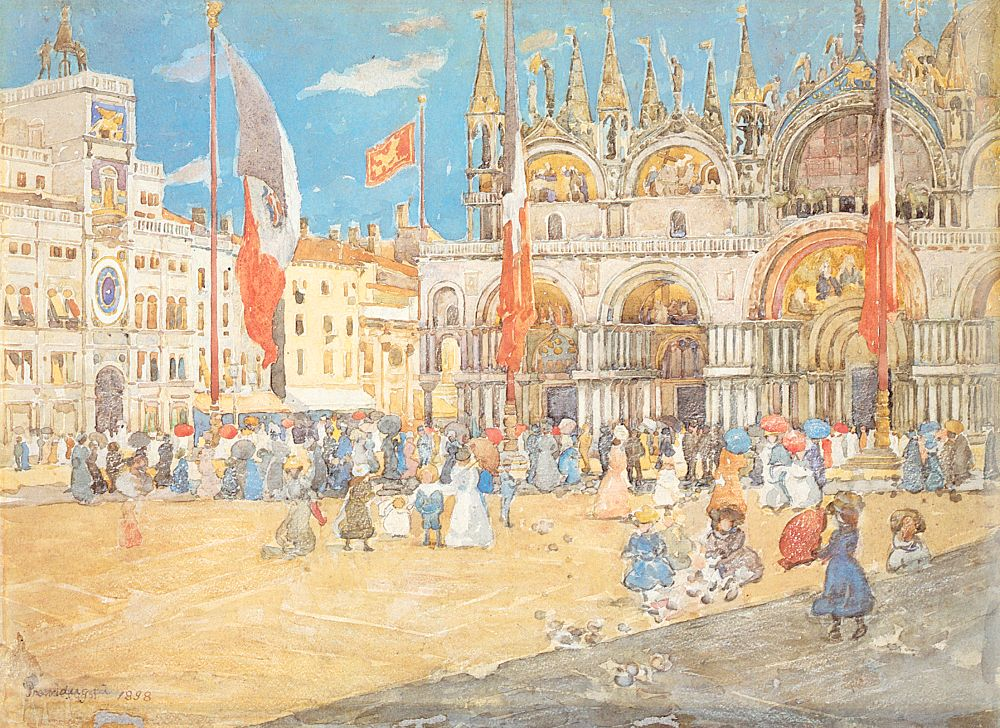
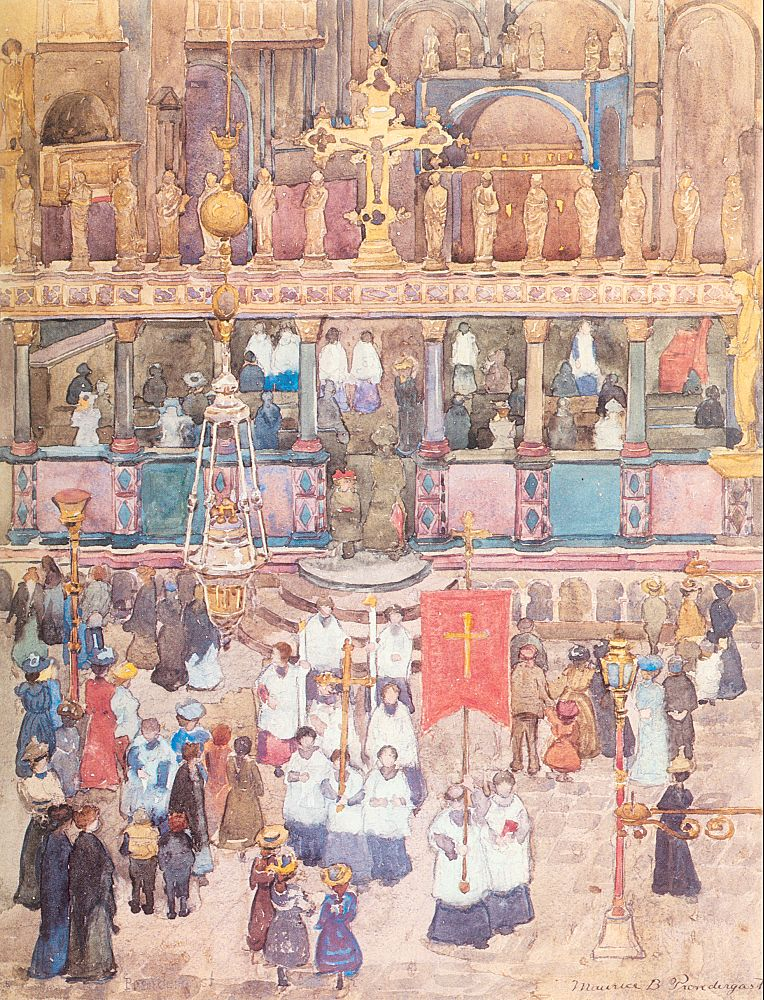
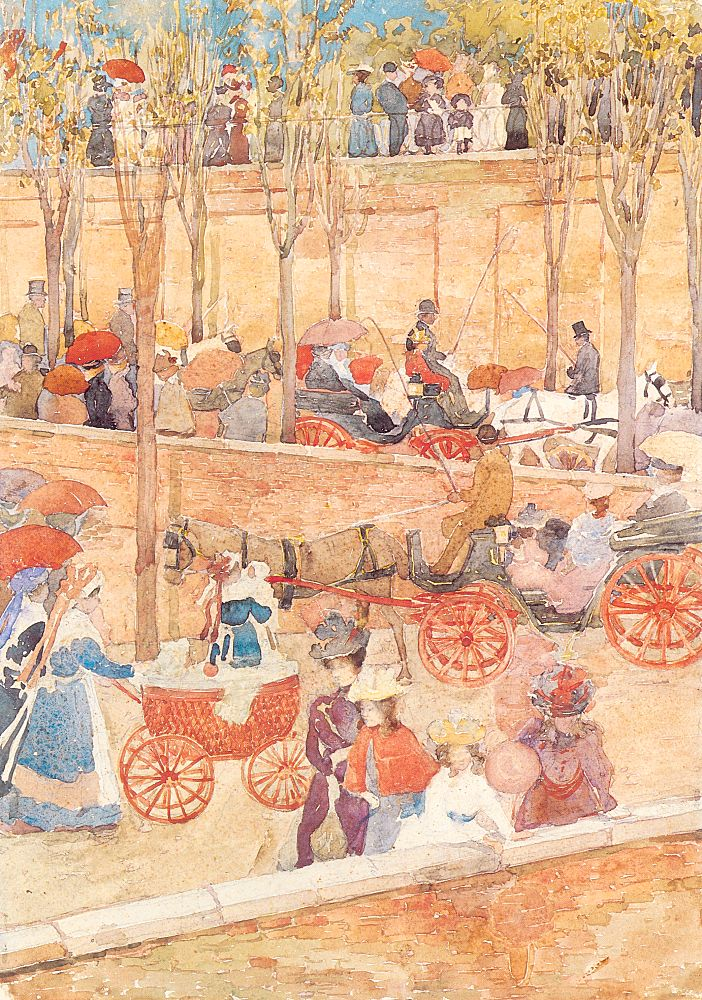
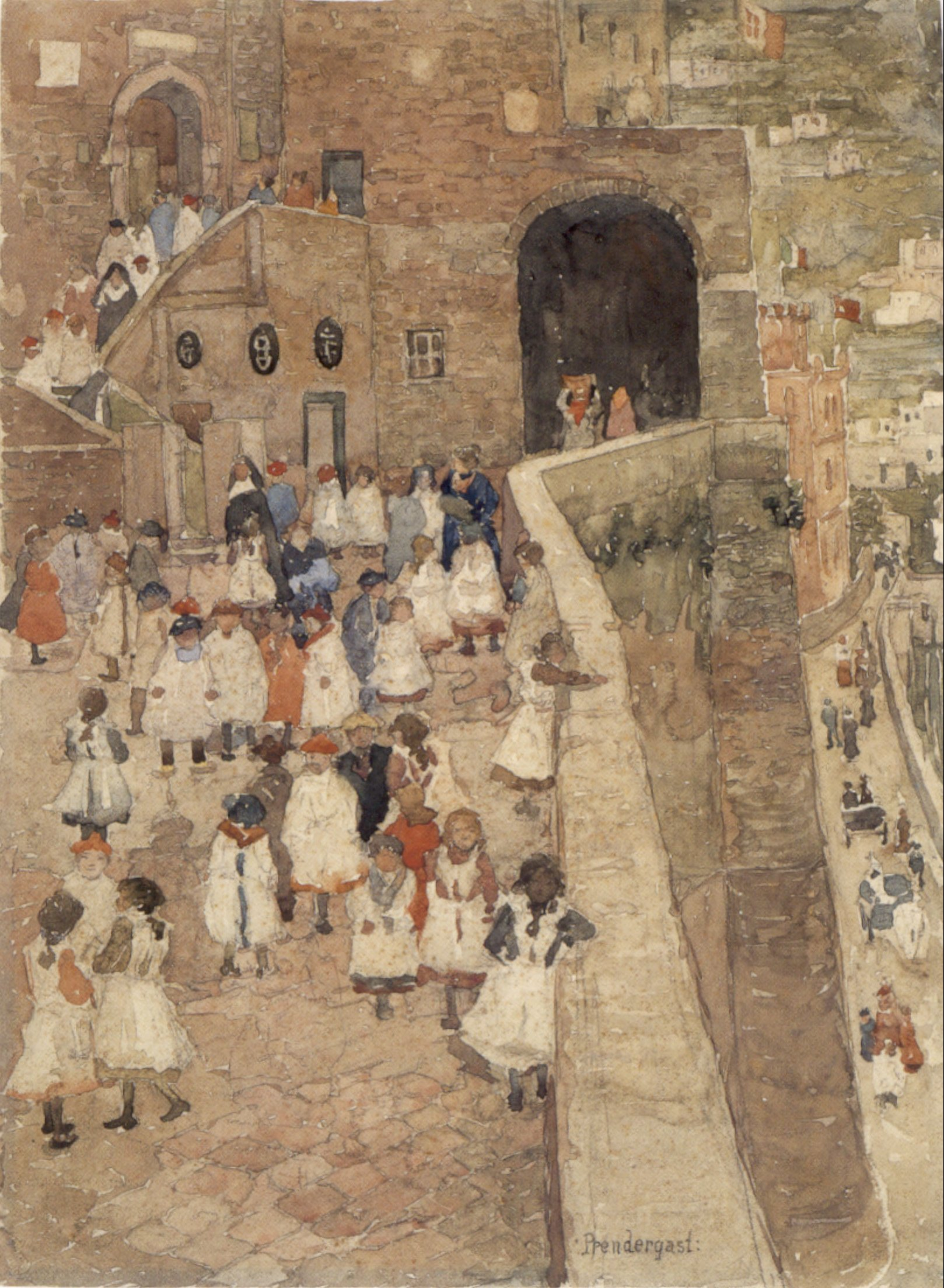
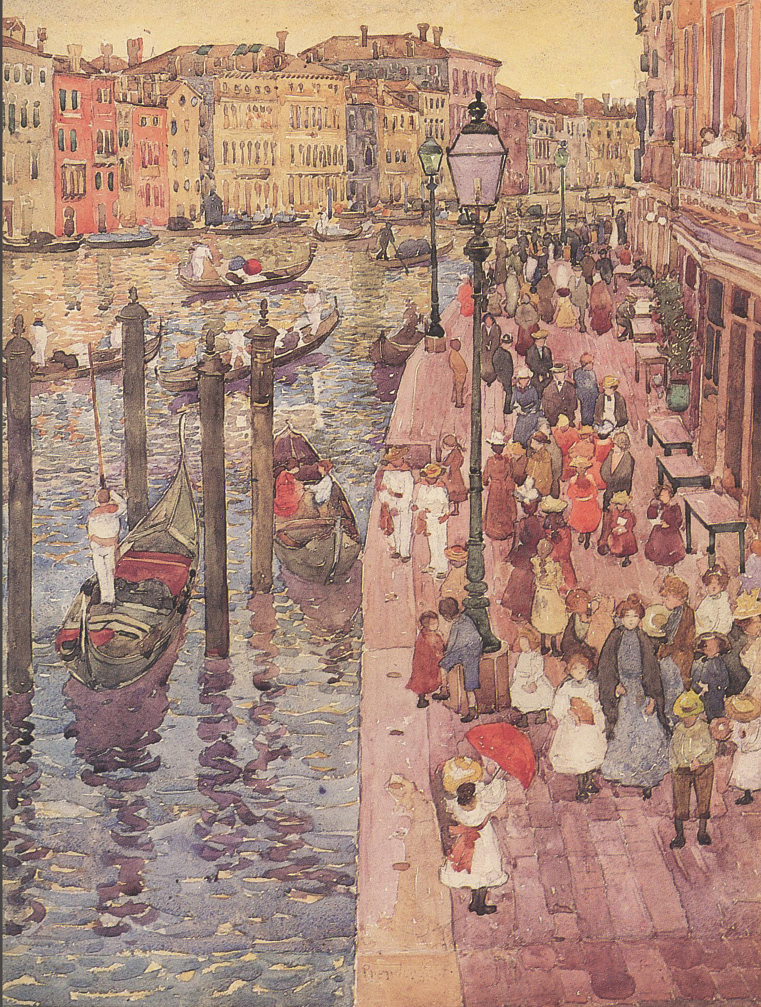
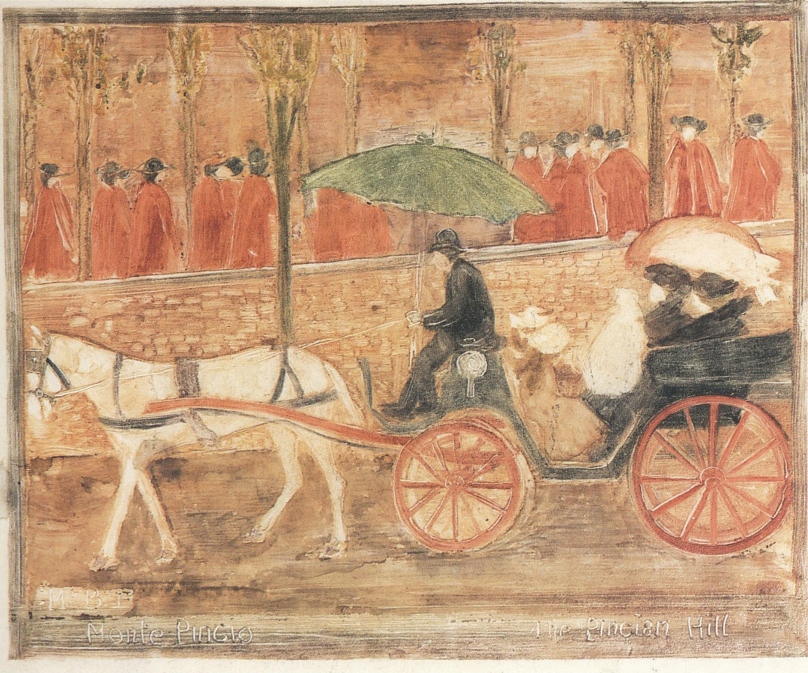
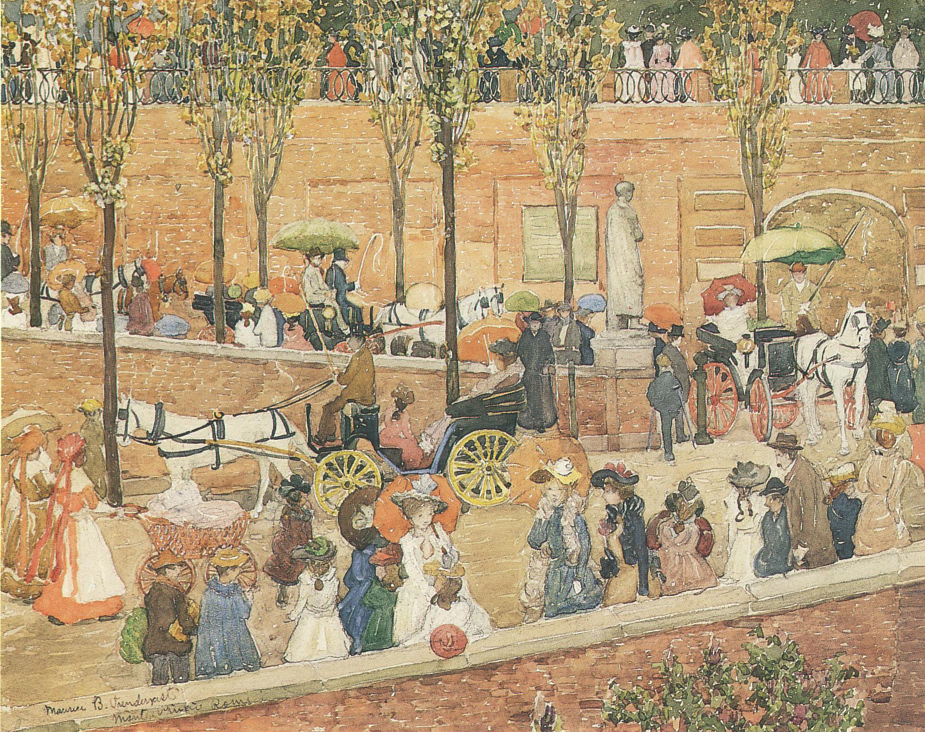
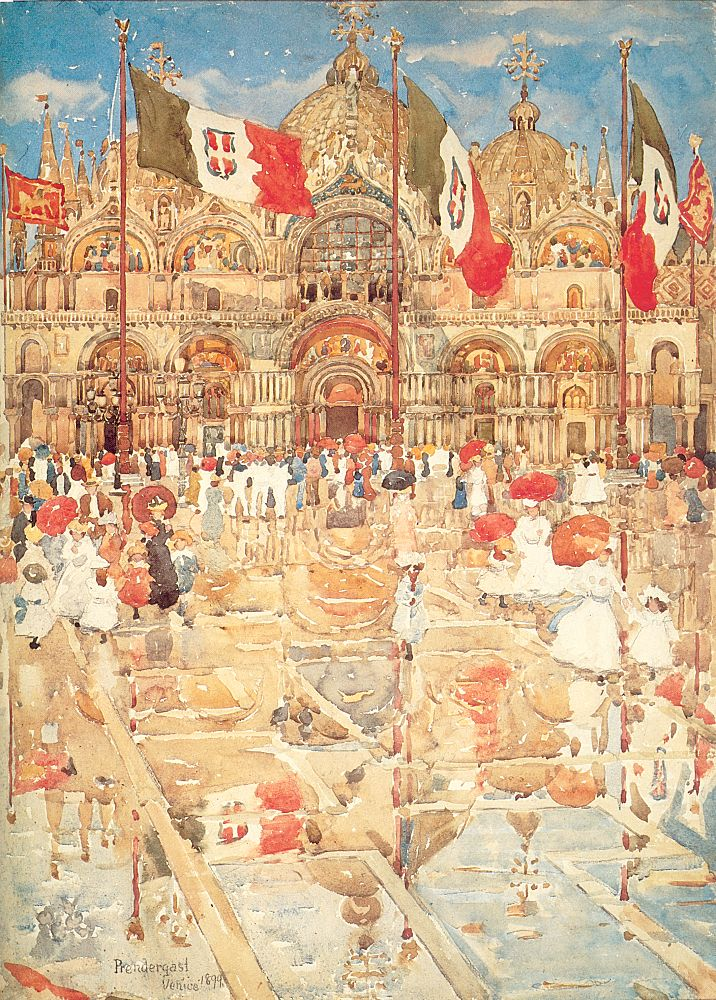
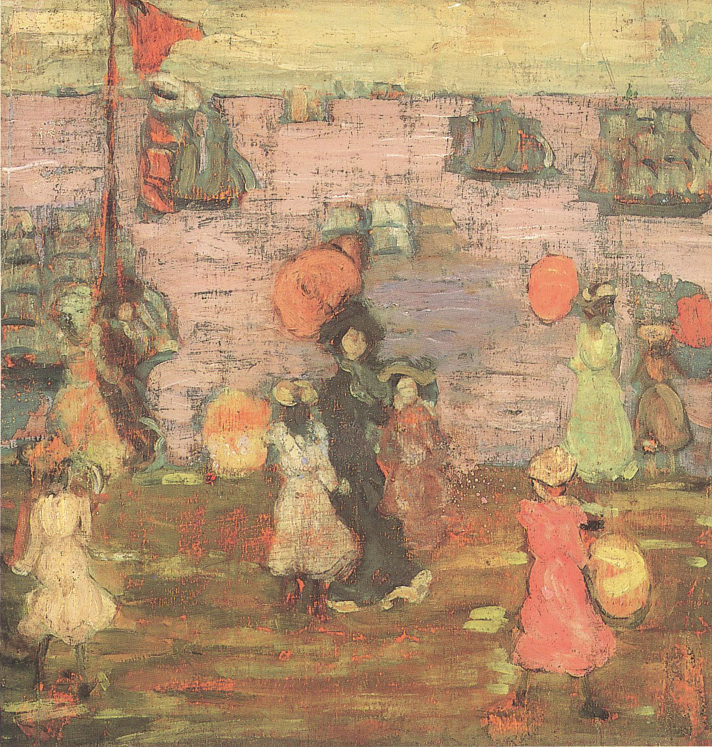
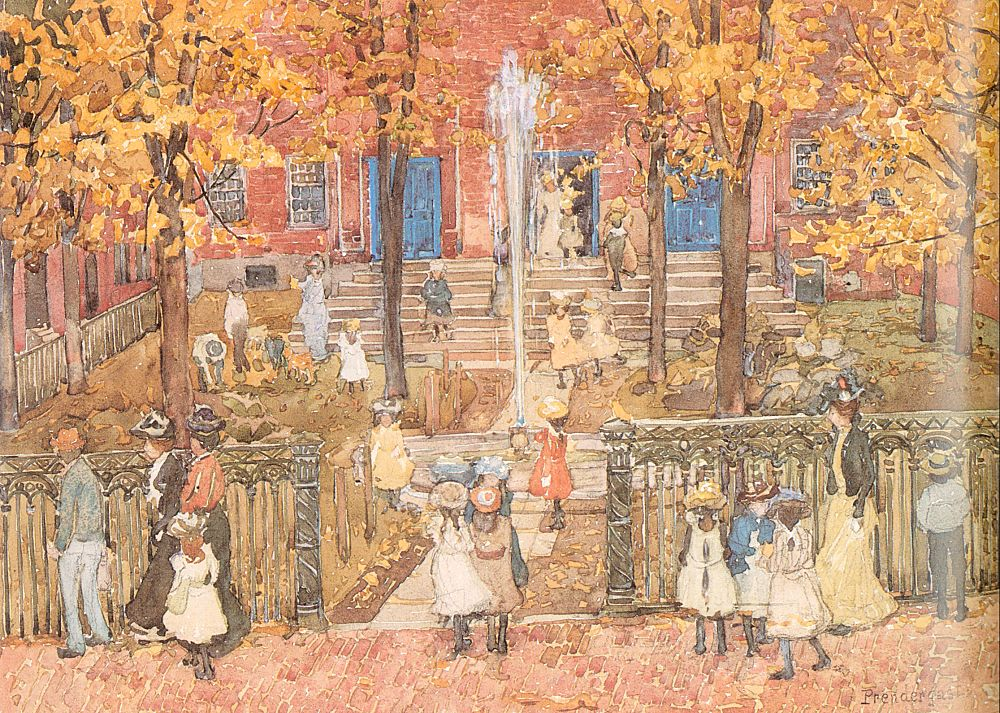
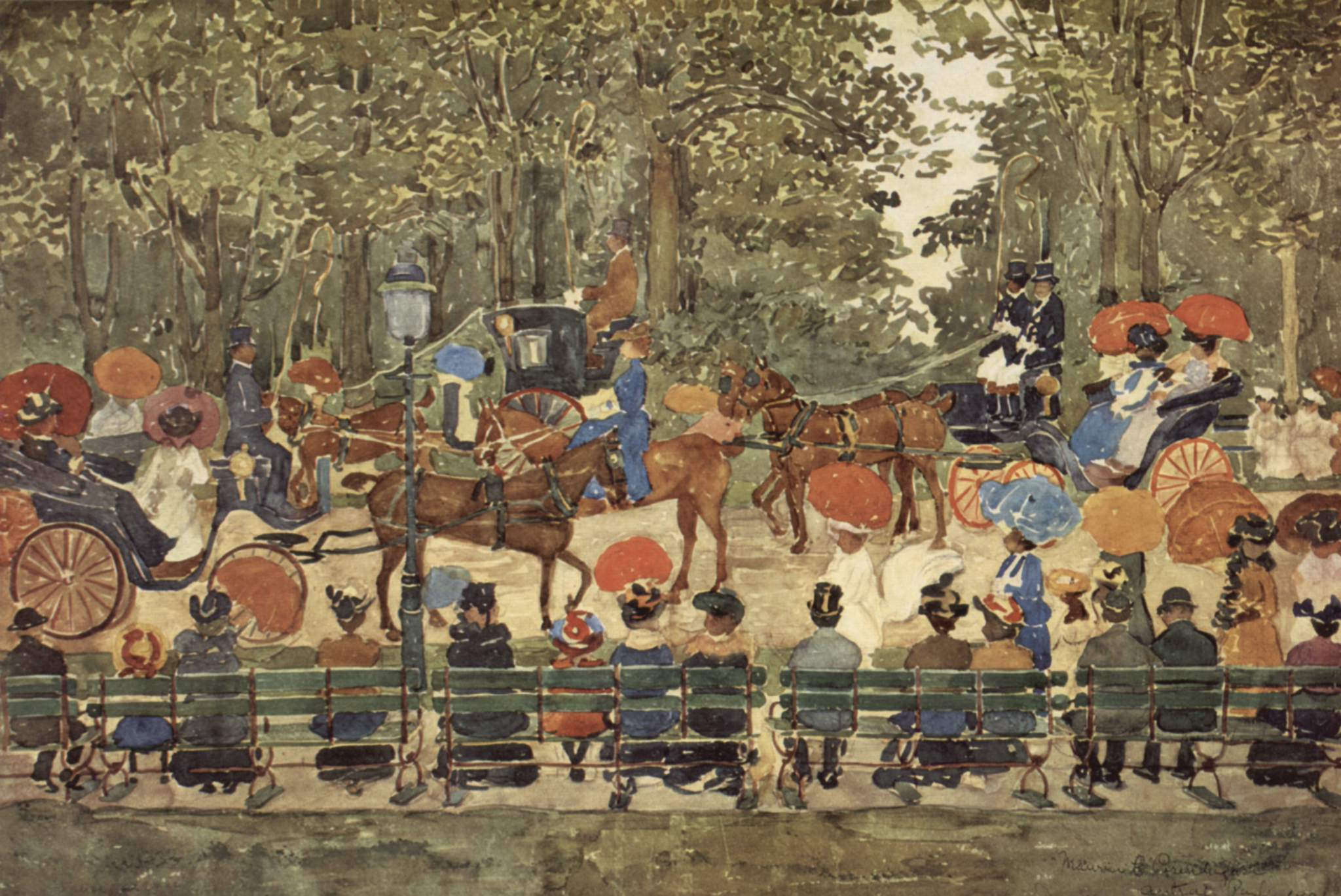
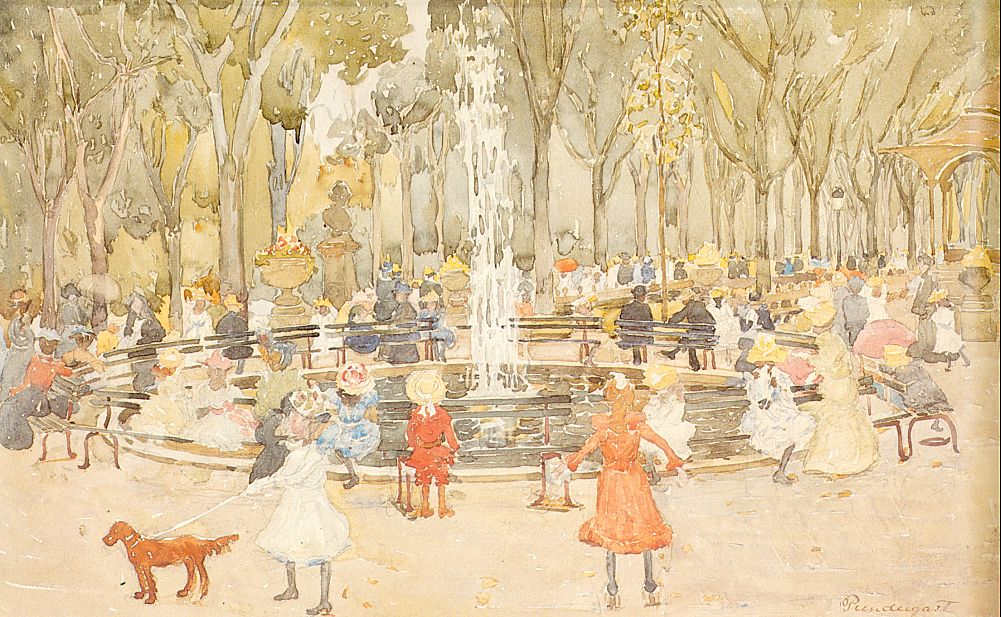
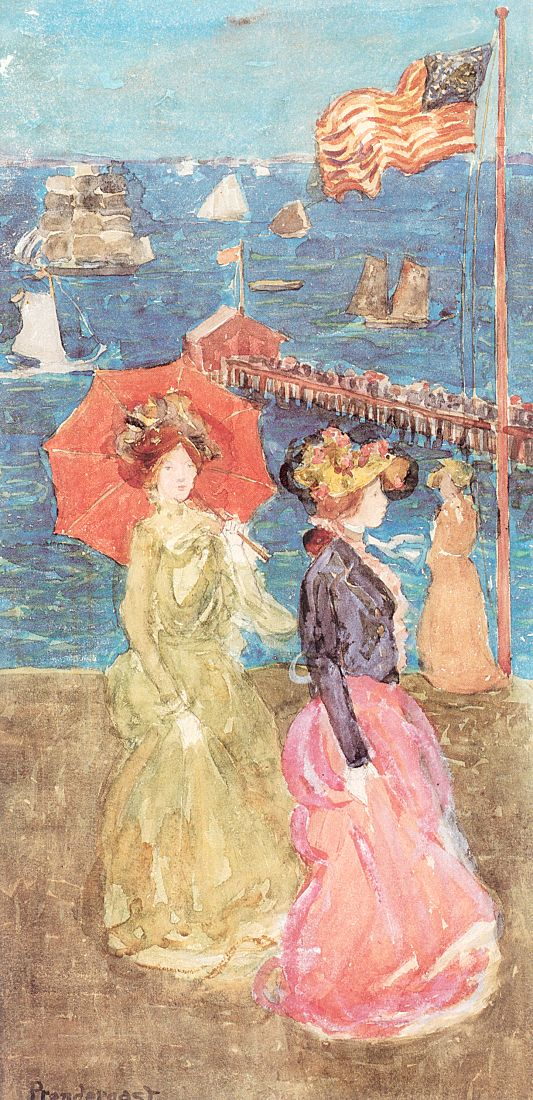
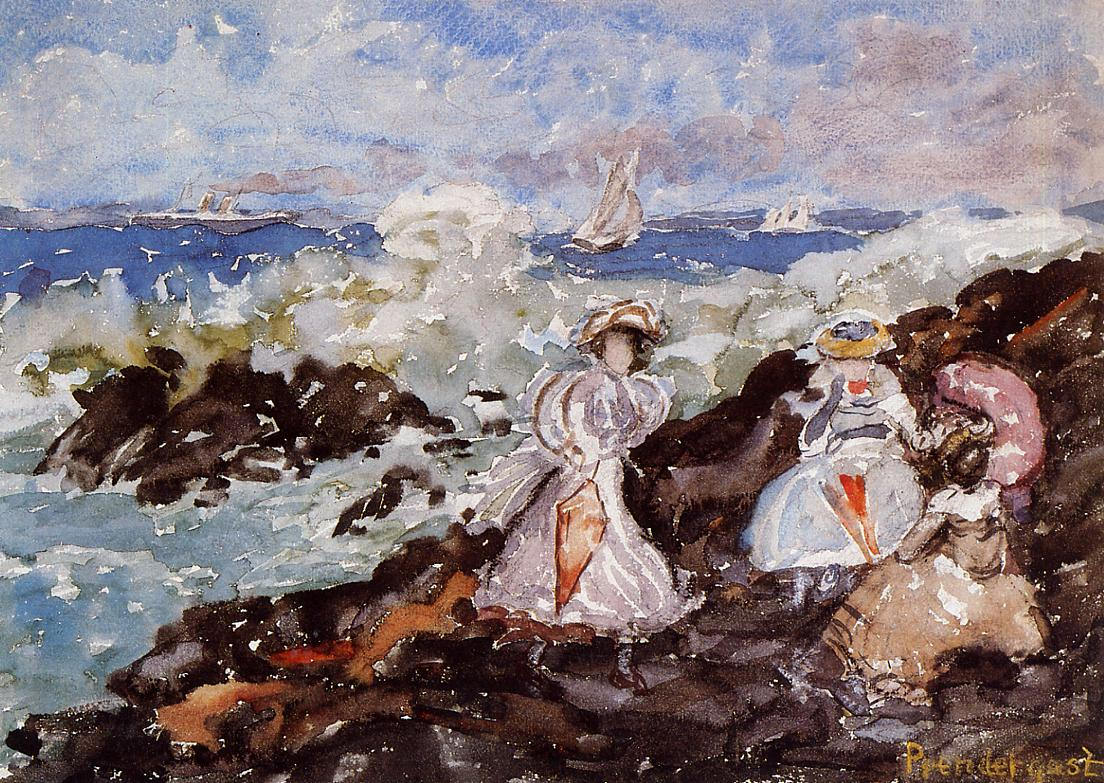
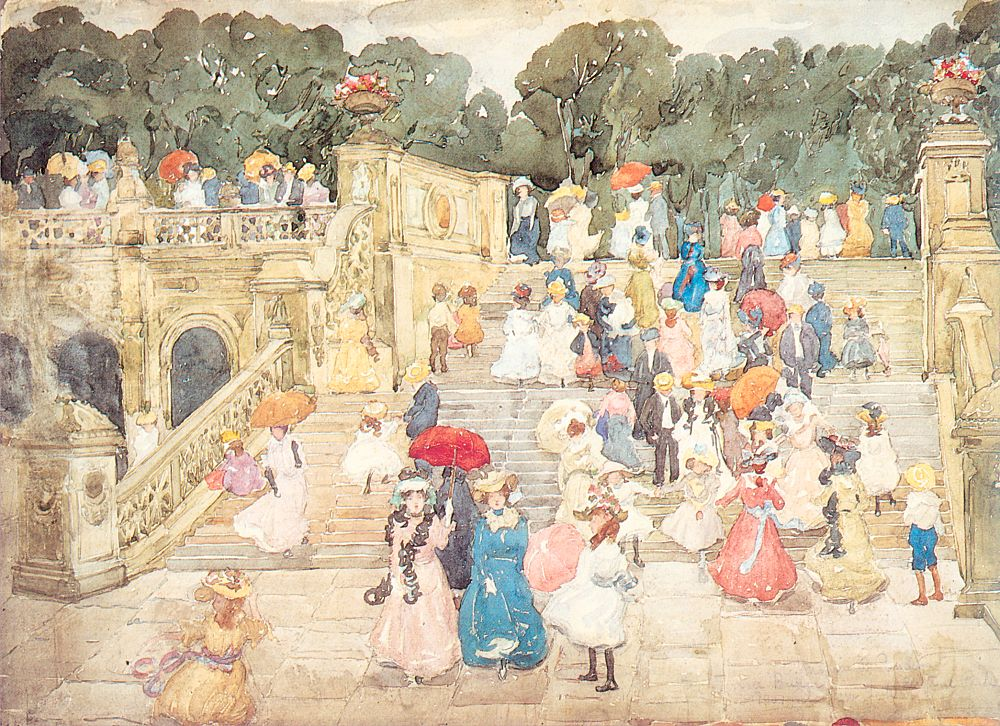
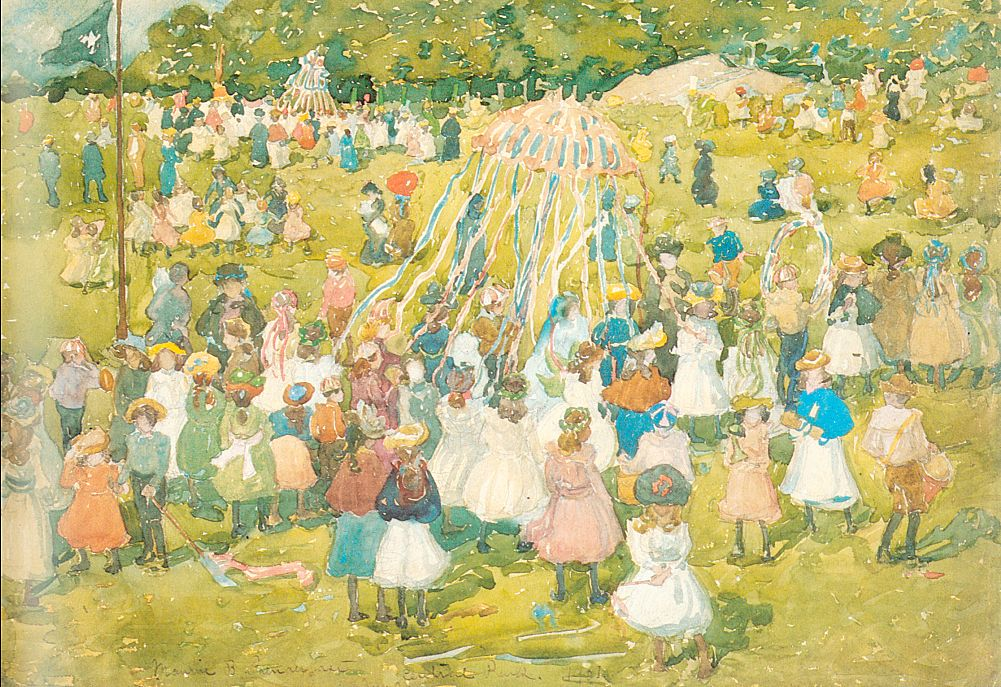
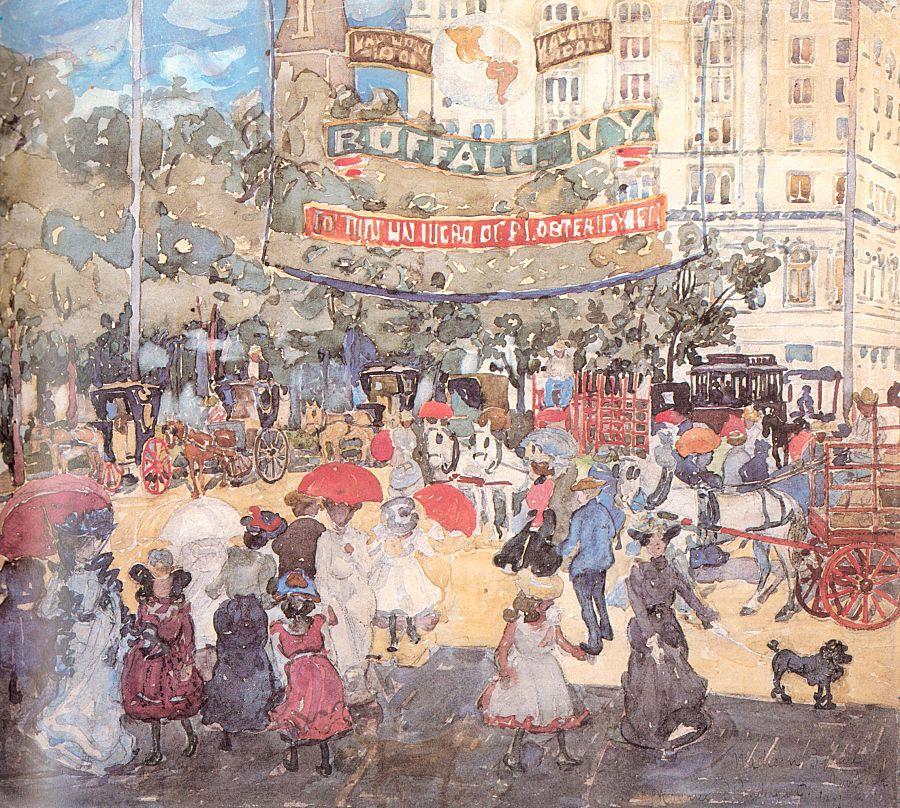
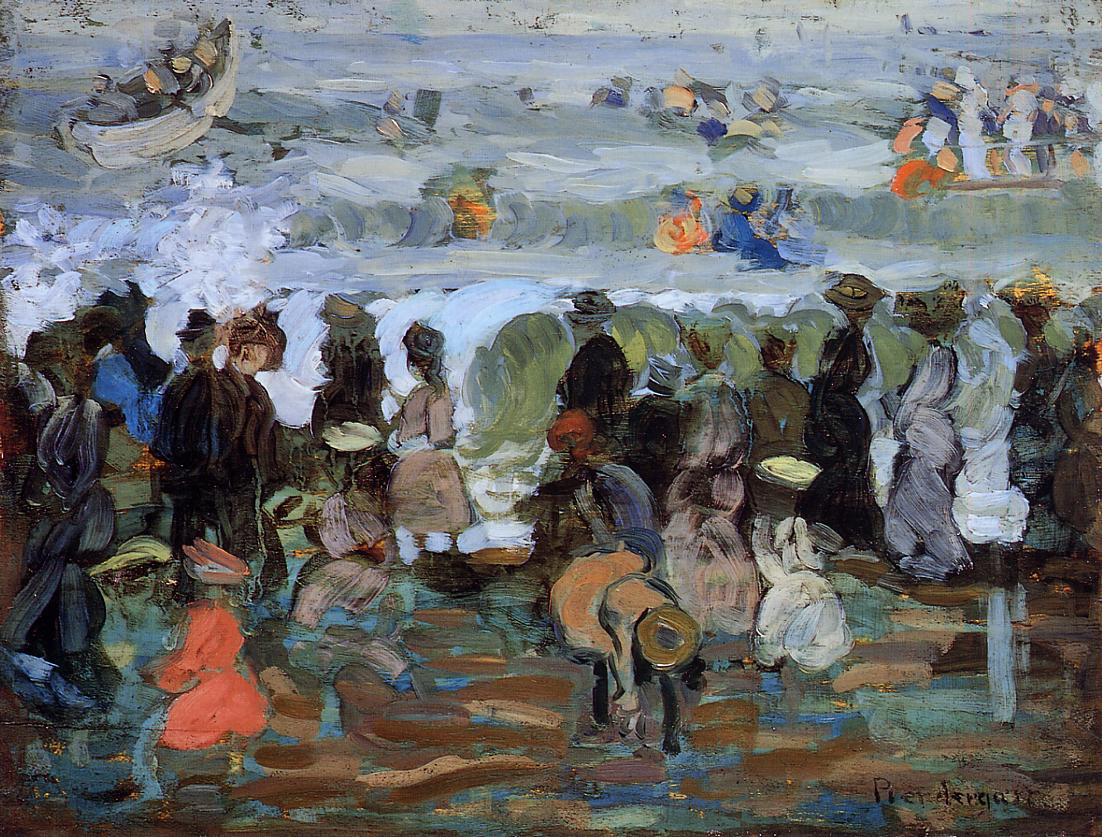
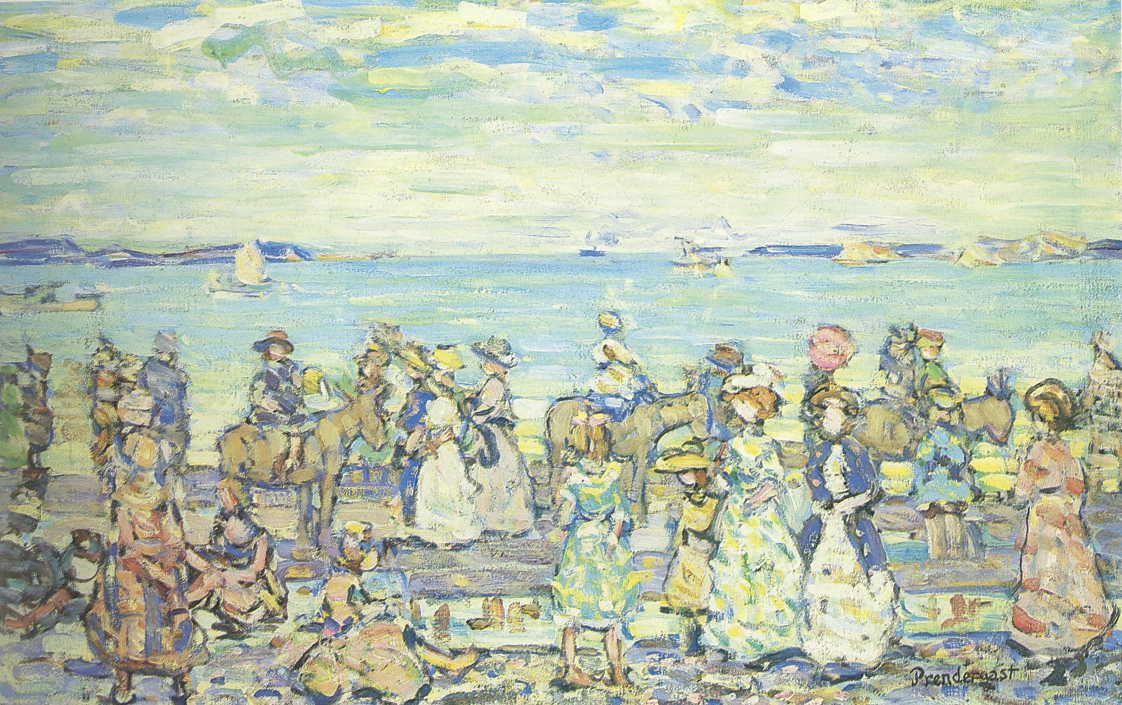
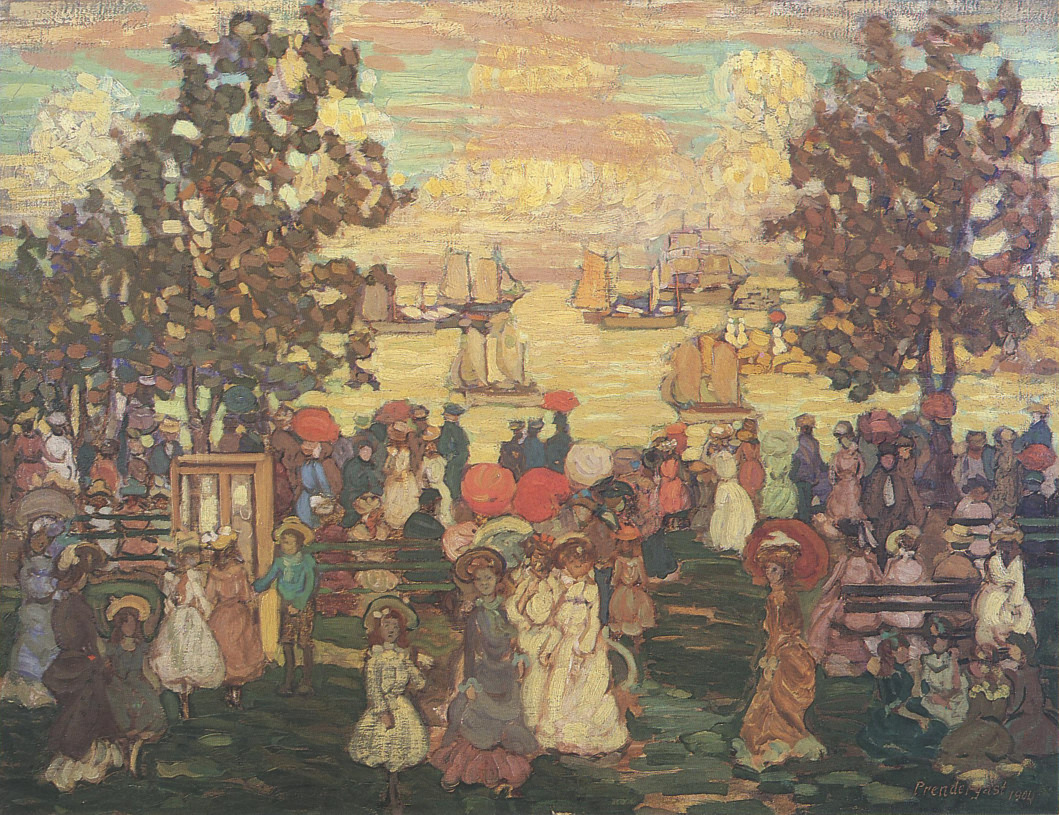
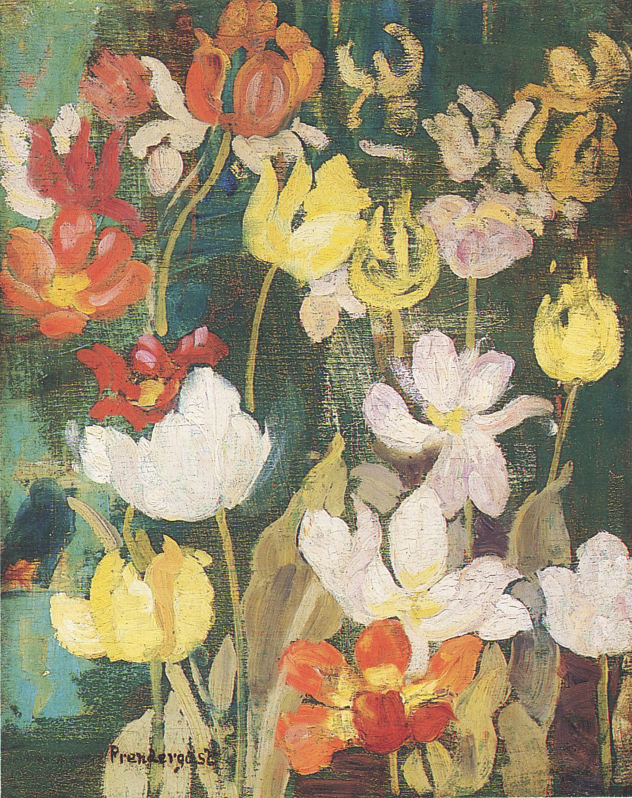
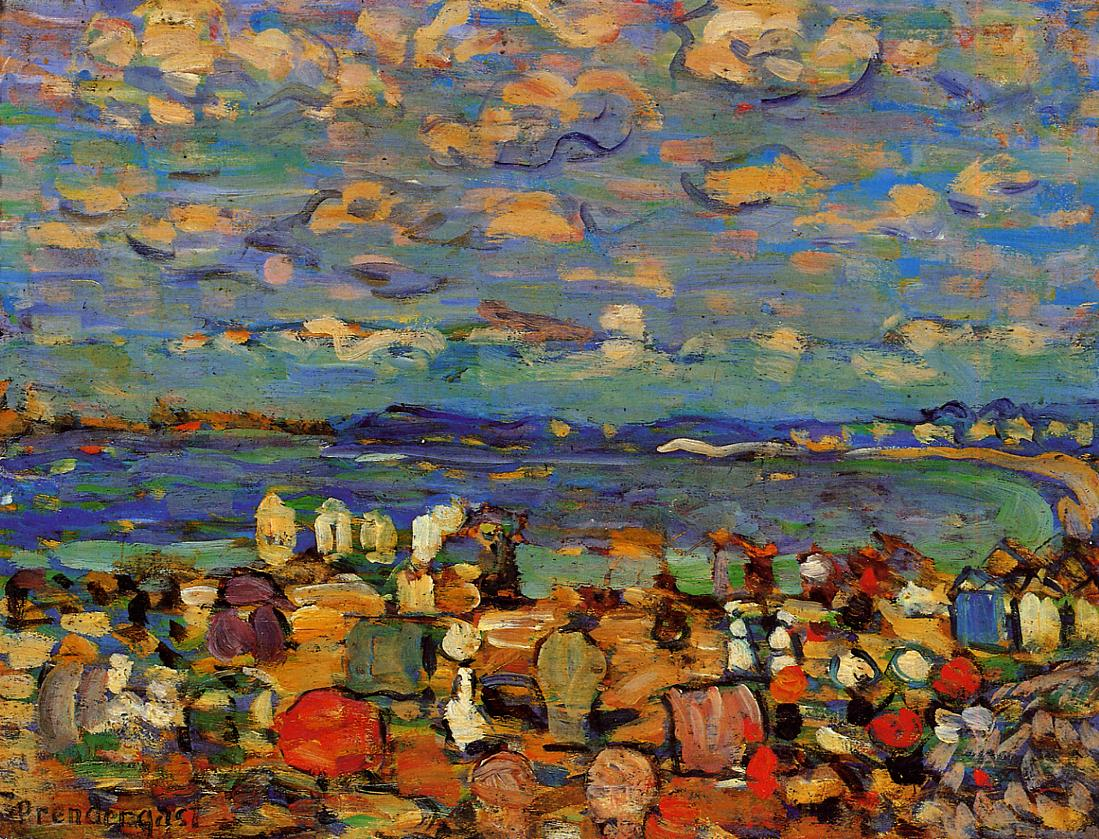
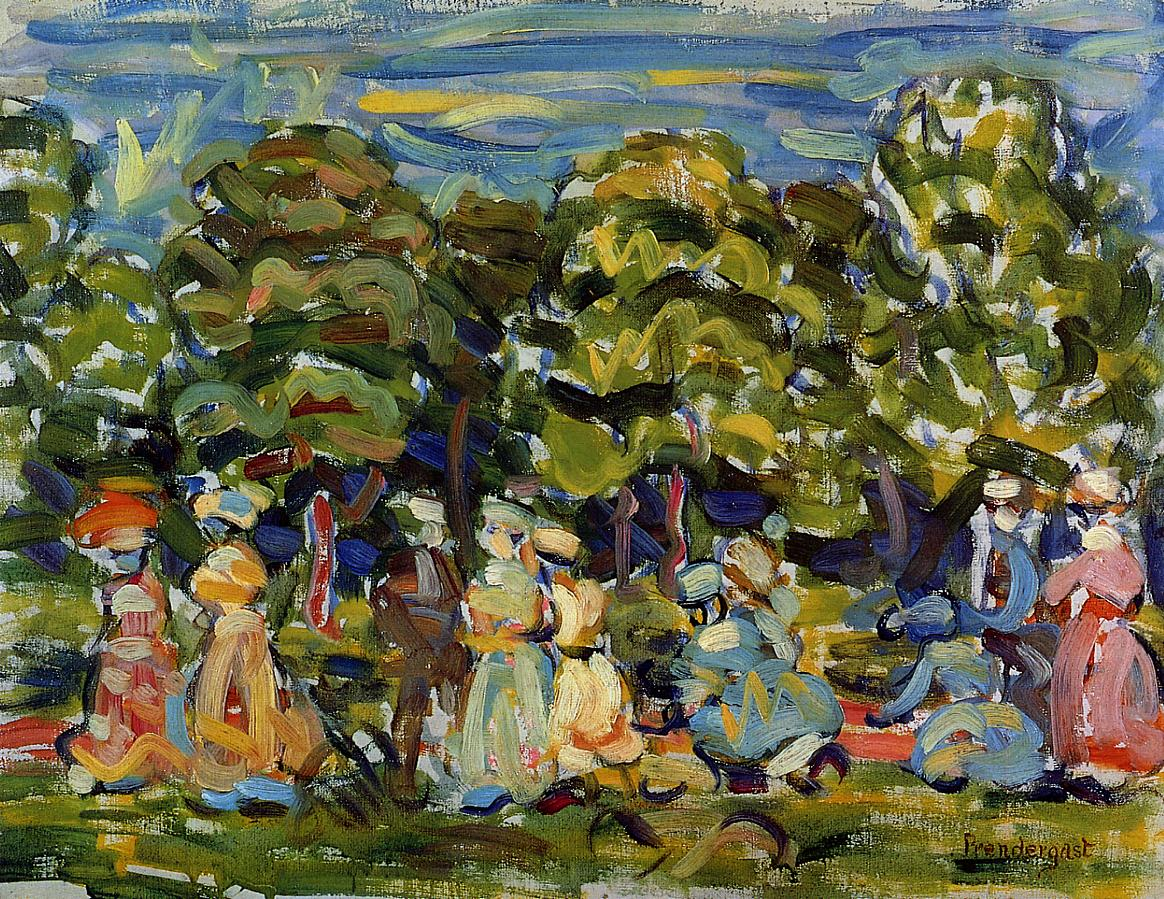
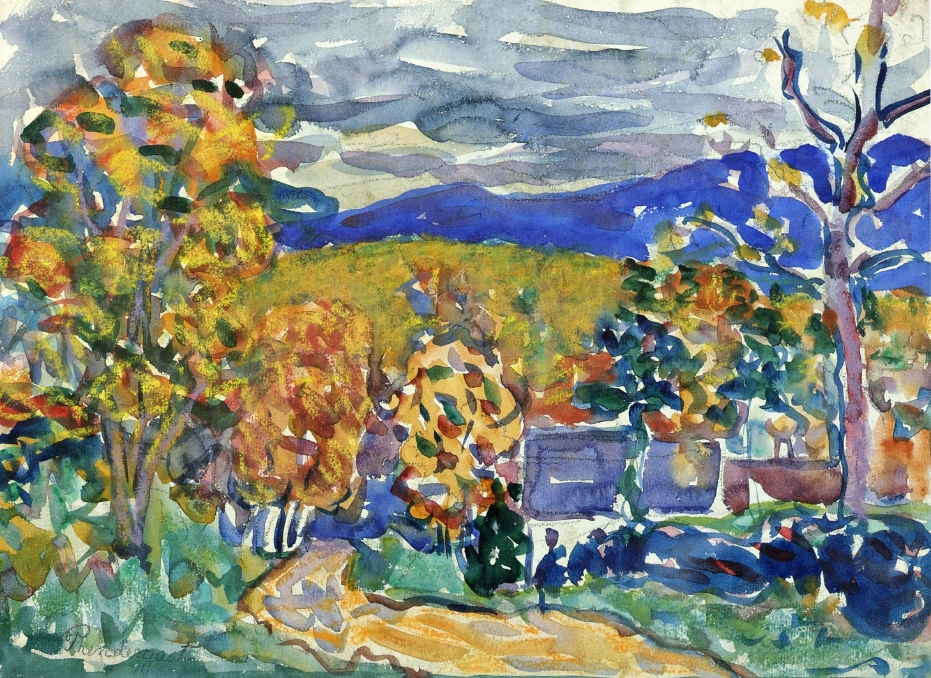
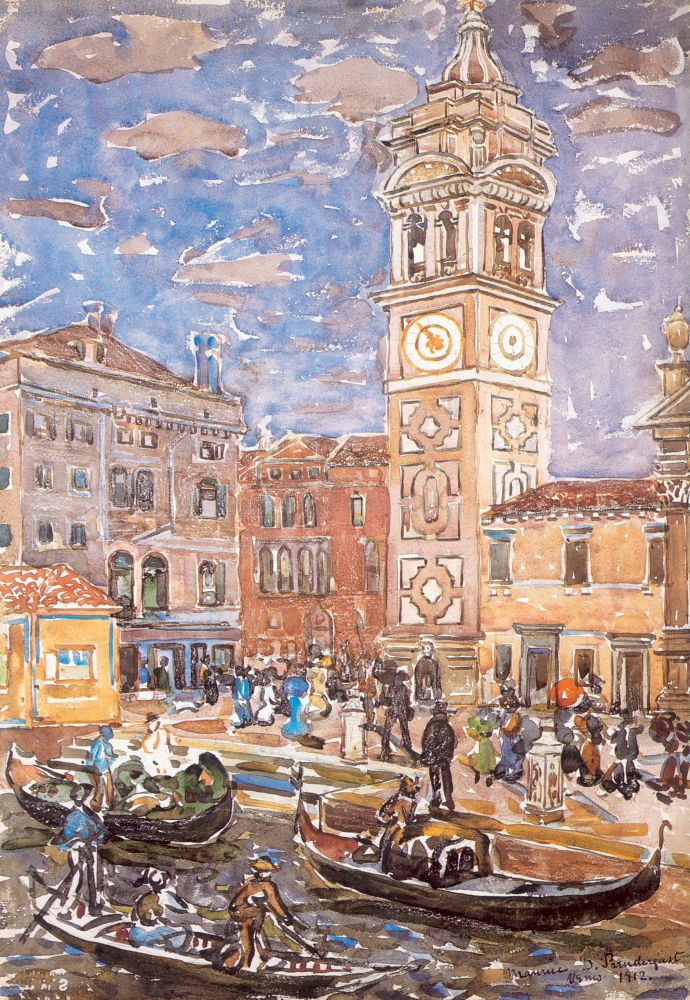
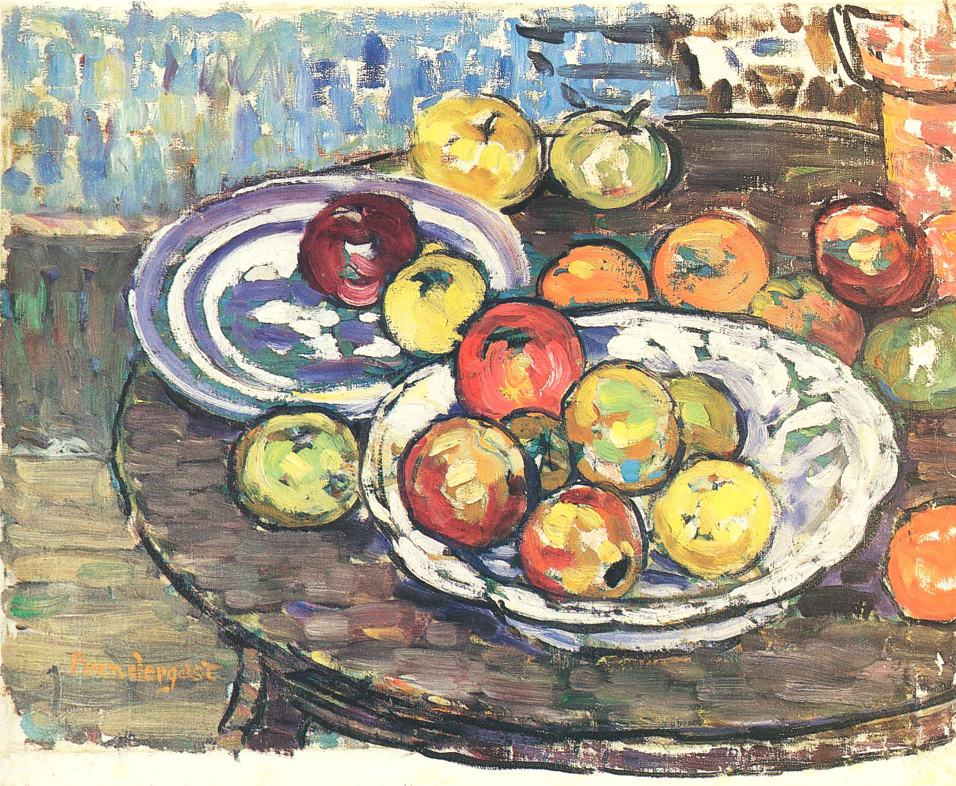
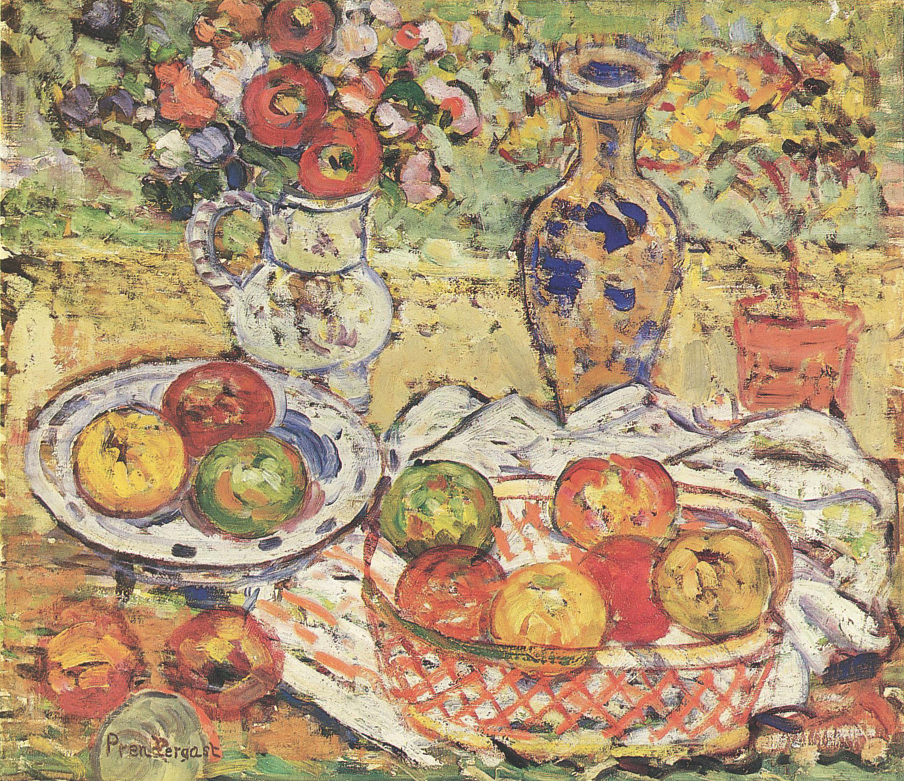
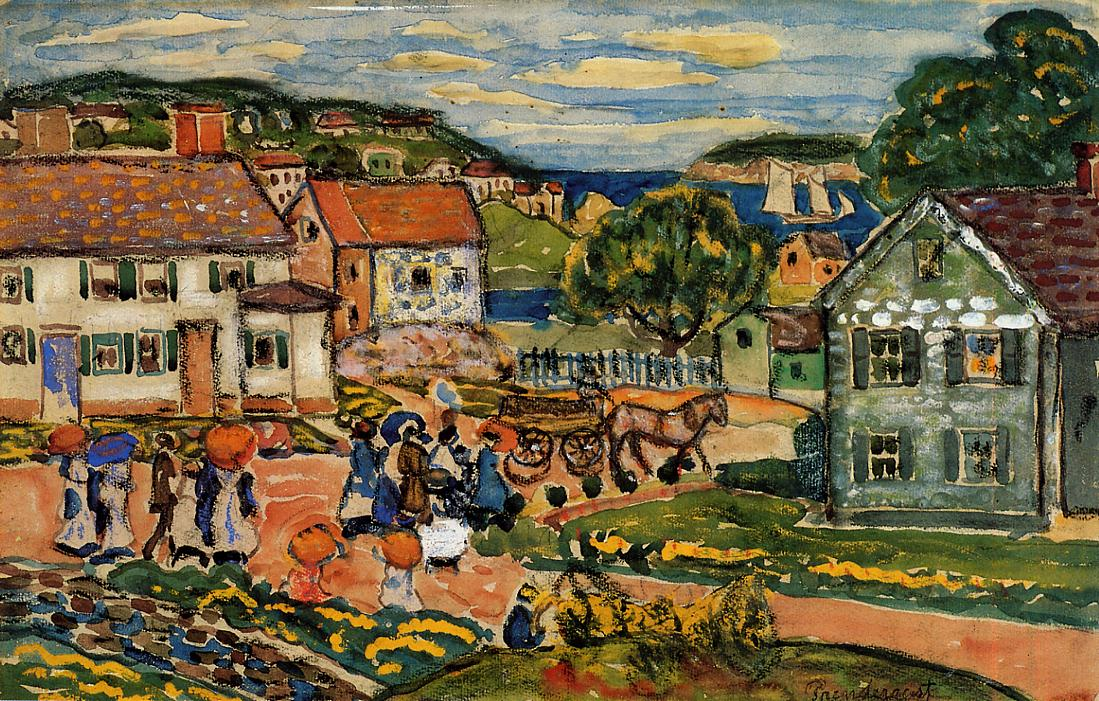
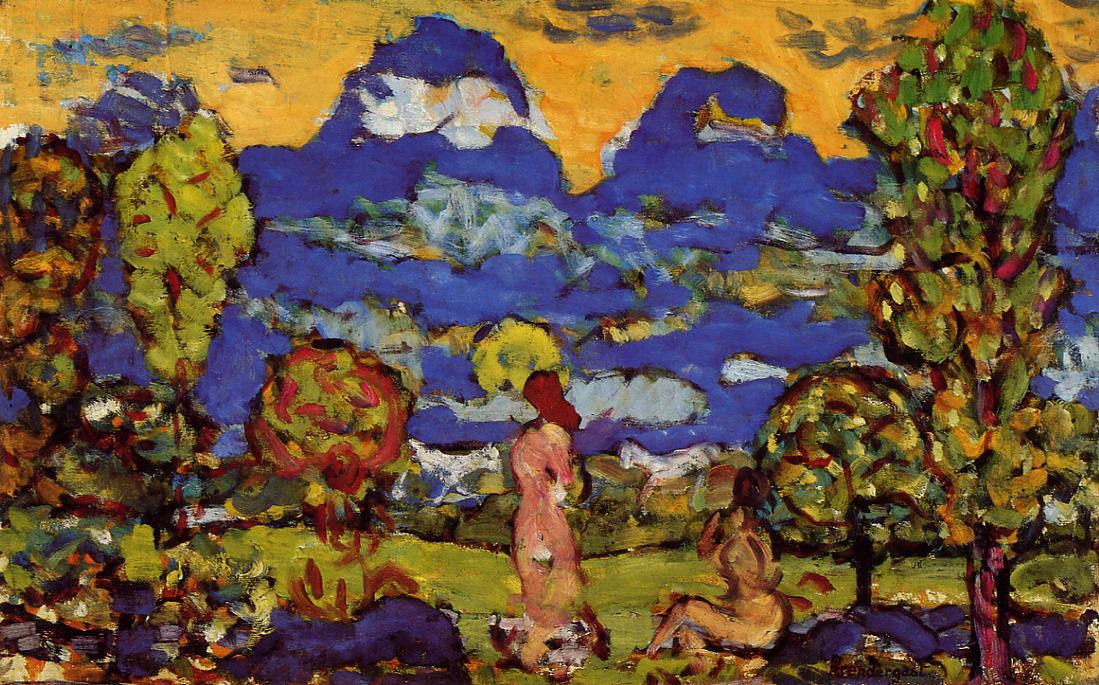
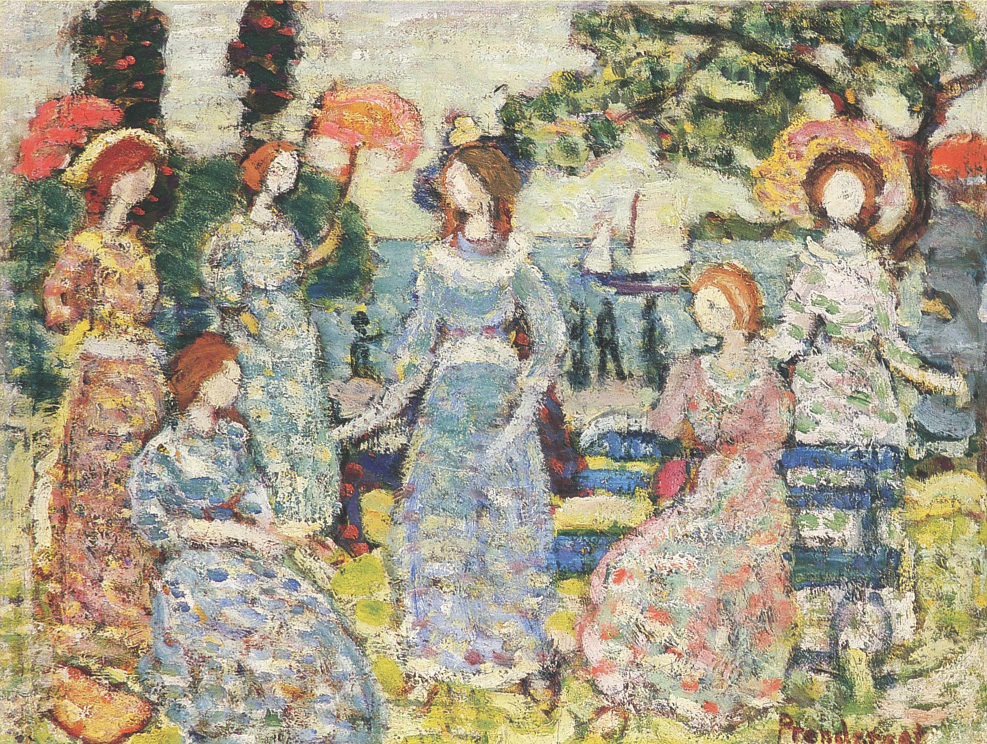
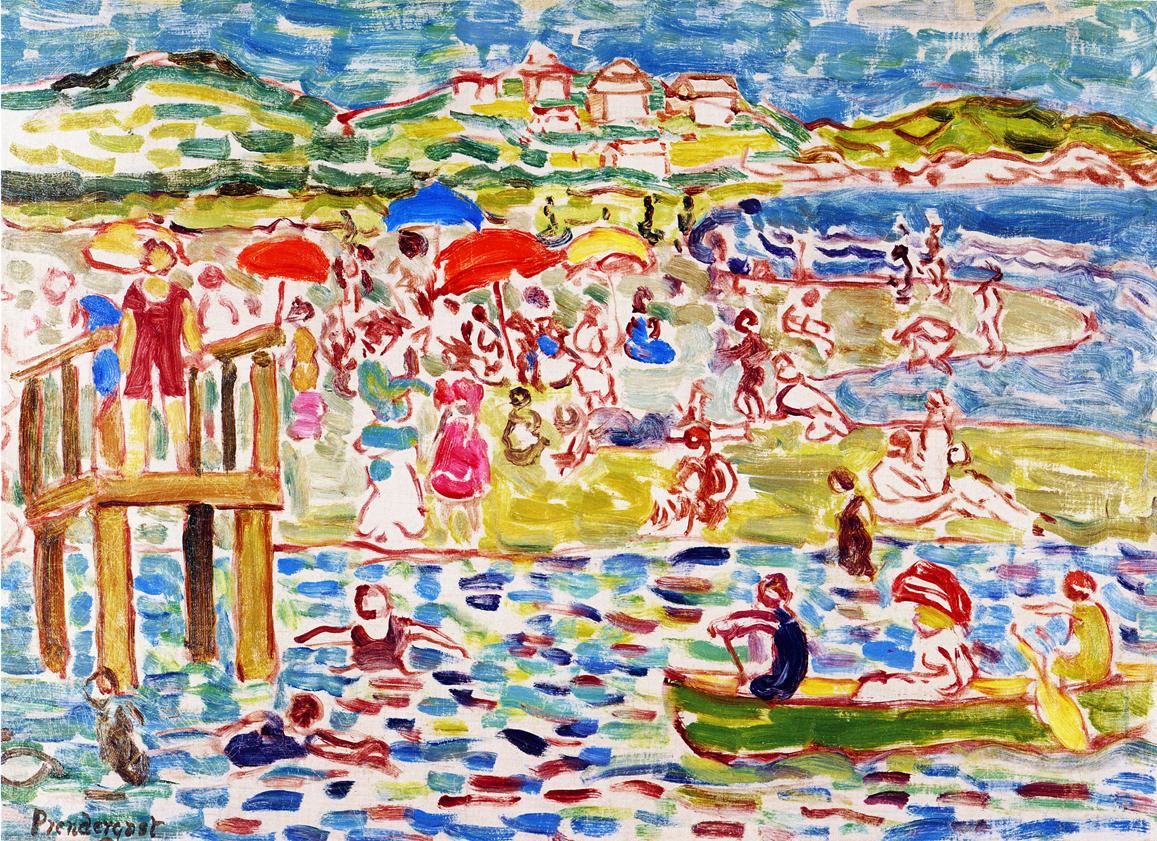
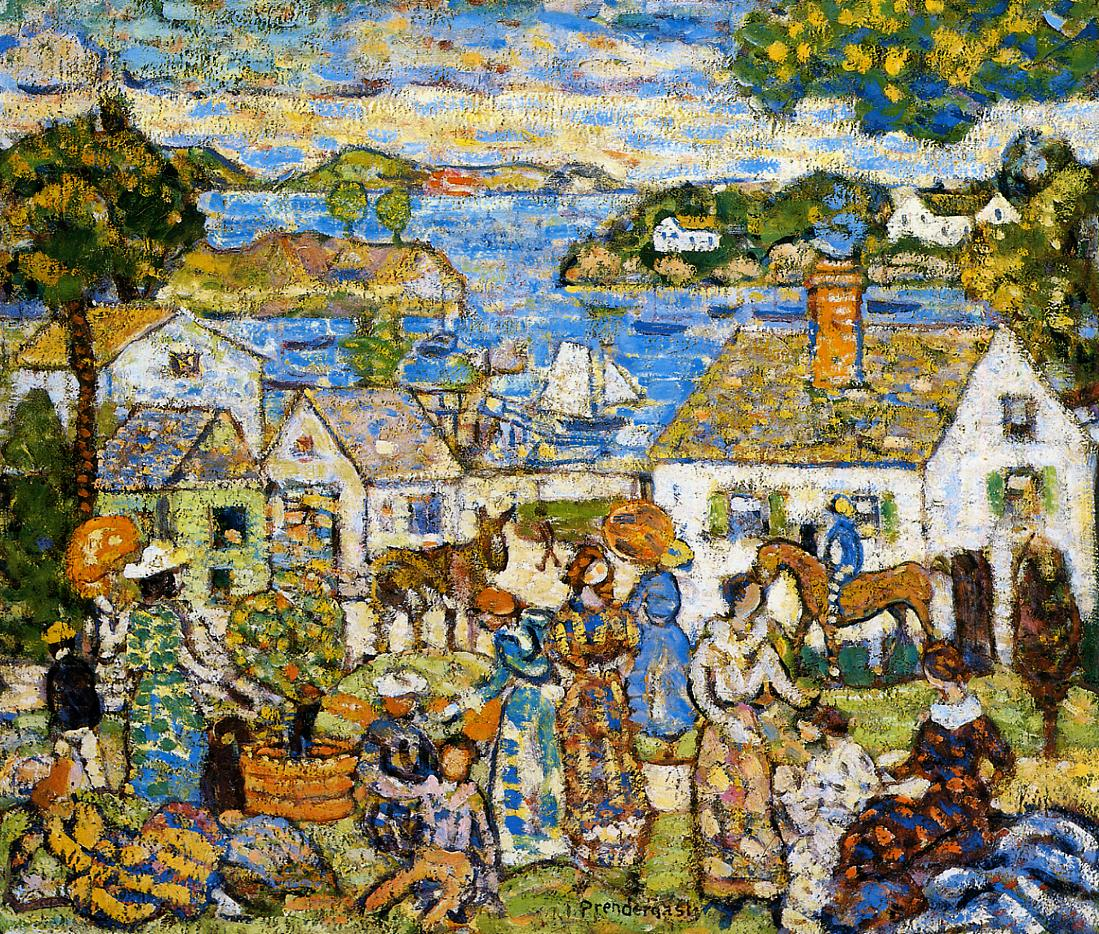
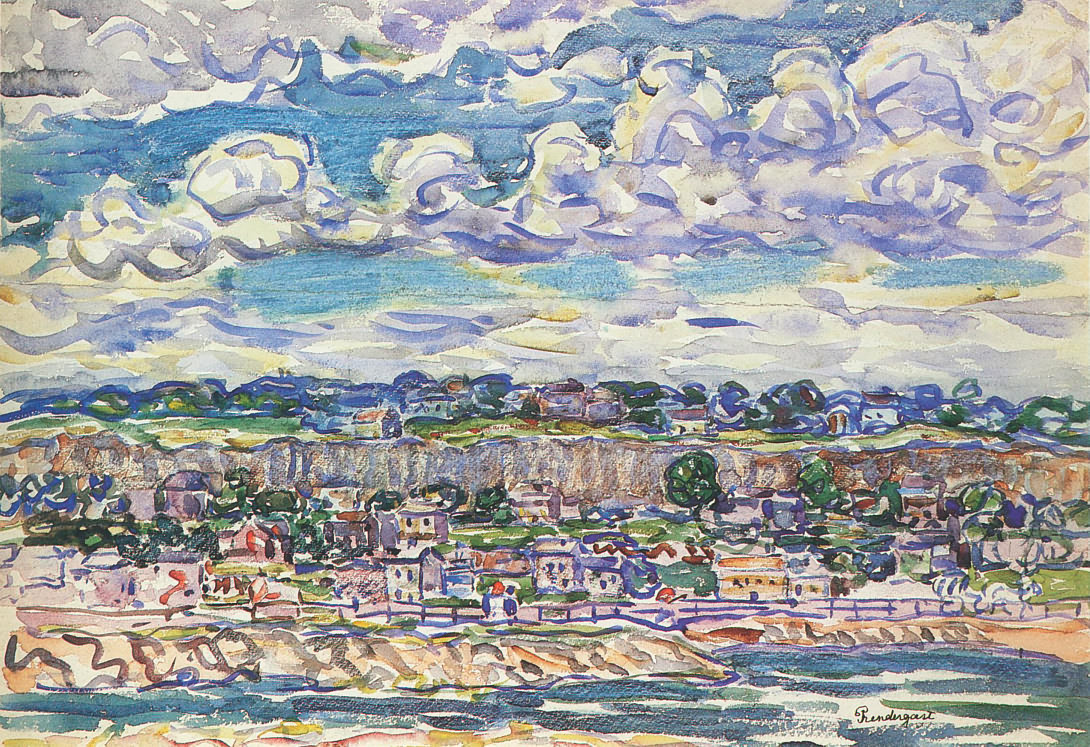